# 磁器

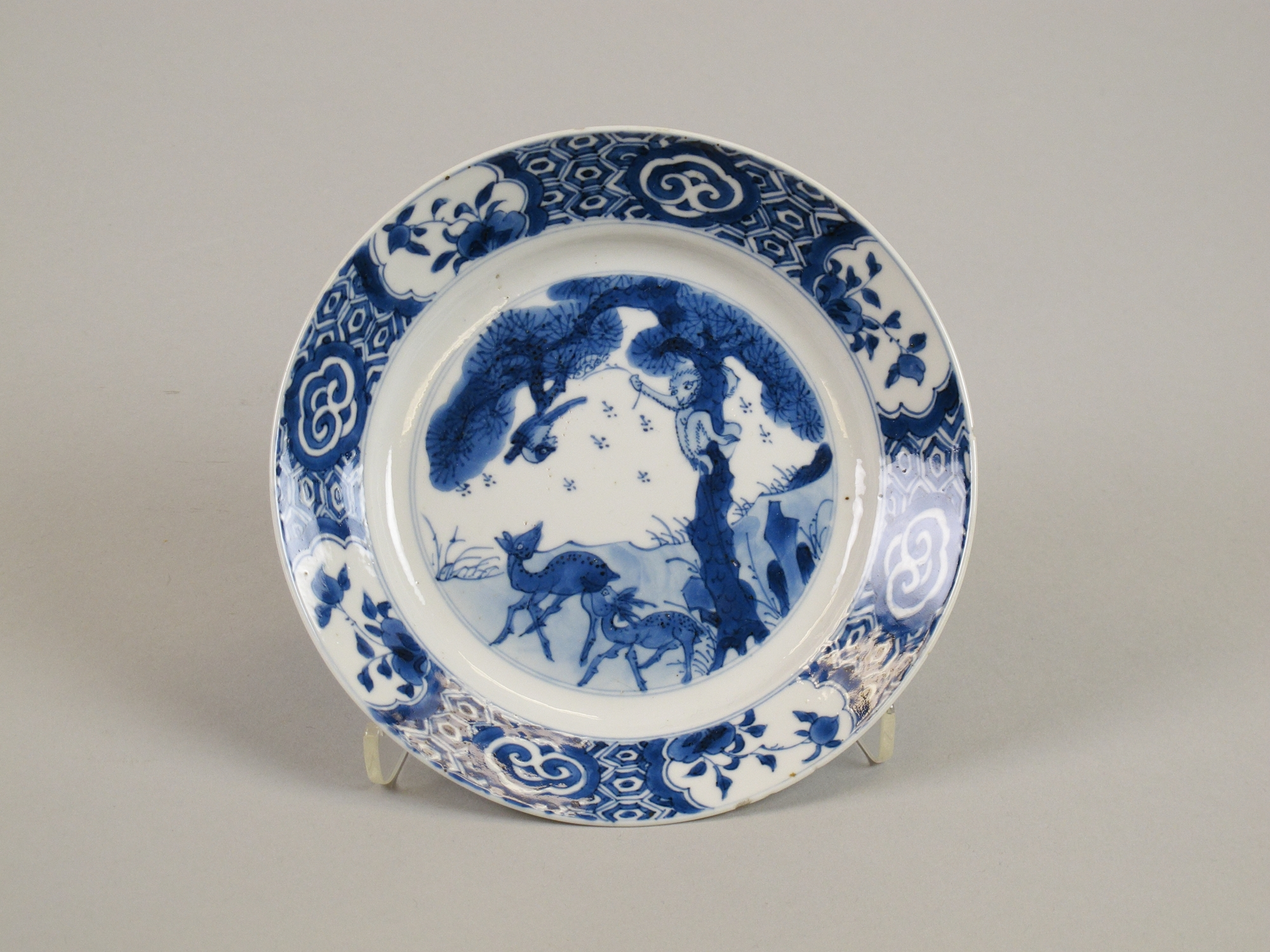
青花辺菱猴鹿芯盤・19世紀中国の清王朝製

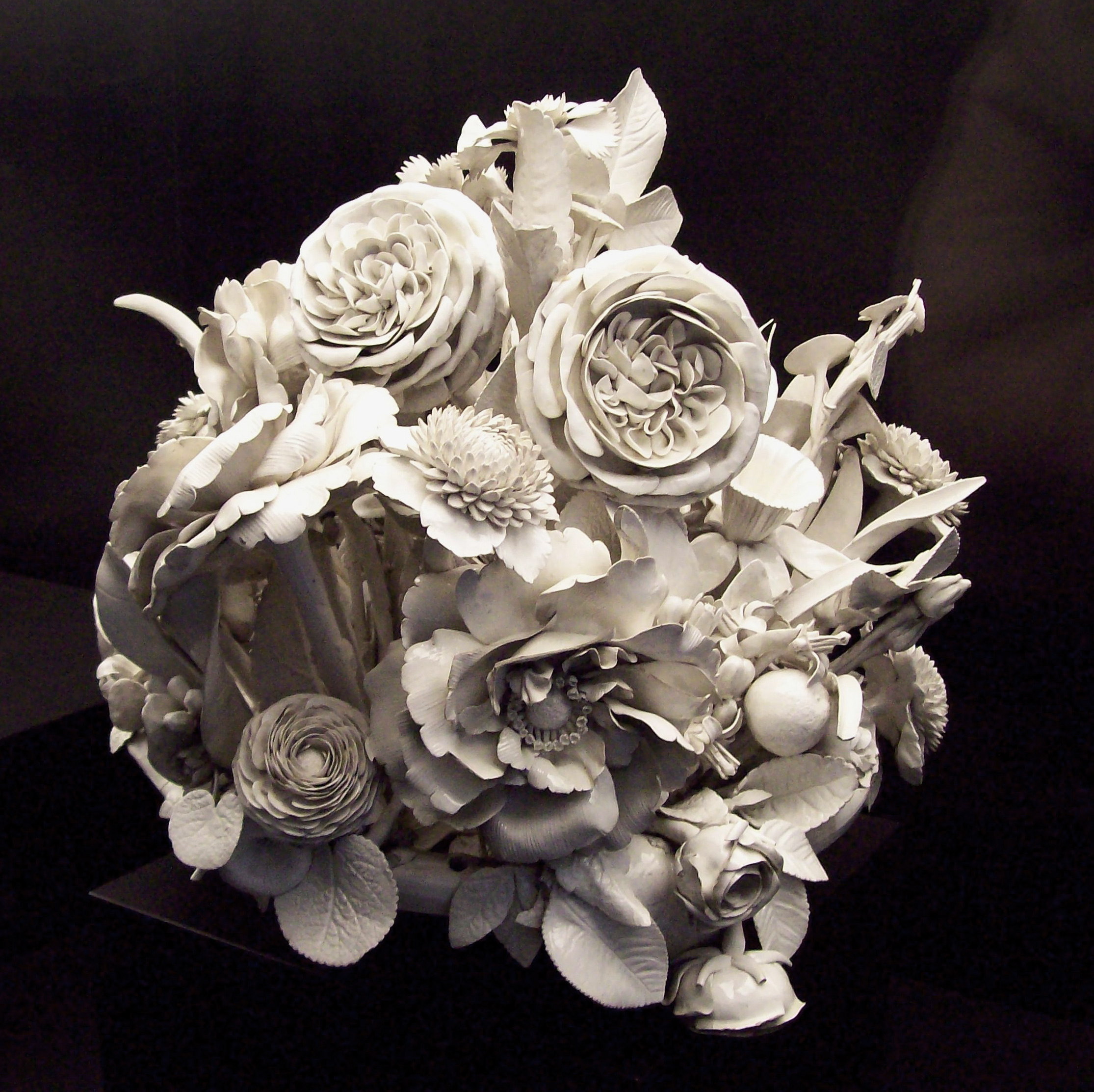
磁器の花造形の彫刻・18世紀 スペイン製

磁器（じき、英: porcelain、ポーセリン）とは、高温で焼成されて吸水性がなく、叩いた時に金属音を発する陶磁器の一種。

## 定義
磁器の定義は国によって大きく分かれている：
中国磁器では無く、「瓷器」と書いていて、中国の焼き物を陶器と瓷器に二大別され、日本語のように「土器」などの分類呼称は用いられない。中国では無釉すなわち釉薬（）を掛けないやきものは焼成温度の高低にかかわらず「陶器」と呼び、釉の掛かったものでも、低火度焼成のもの（漢時代の緑釉陶など）は「陶器」に分類している。中国では、胎土のガラス化の程度にかかわらず、高火度焼成された施釉のやきものを全部「瓷器」と称する。
日本・ドイツ日本語の「磁器」は、胎土にケイ酸を多く含み、施釉して高温で焼成し、ガラス化が進んだやきもののことを指す。一般的には陶磁器のうち素地が多孔性で透光性がなく吸水性があるものを陶器、素地が緻密質で透光性があり吸水性がないものを磁器という。
英語圈ドイツや日本では磁器の概念が比較的明確であるが、アメリカやイギリスでは素地の特性だけでなく用途を含めた分類と呼称になっているため磁器の概念が不明瞭といわれている。磁器は英語の　porcelain　の訳に当てられている。ただし、英語のポースレン (porcelain) は白いやきもののことであり、中国や日本では磁器とみなされる青磁は、英語ではストーンウェア (stoneware) とみなされる。なお、ポースレンの語源は『東方見聞録』にあるとされる。すなわち、マルコ・ポーロが磁器を見た際に、白地で硬い殻をもつポルセーラ貝に似ていることからポルセーラと表記したことにはじまるといわれている。アメリカでは製品としての磁器 (technical porcelain) はホワイトウエア (Whiteware) に分類されるが、ホワイトウエアは緻密な組織をもつ（一般的には白色の）焼成品の総称で無釉素地のものも含み陶器や炻器も含まれる。また、英語の Chinaware（またはChina）は狭義には磁器 (porcelain) であるが、アメリカではディナーウエア (dinnerware) のことをいう。イギリスでも vitreous dinner ware（磁器化〈熔化〉されたディナーウエア）を porcelain と呼ぶことがある。

## 特徴
| 種別 | 焼成                   | 釉薬 | 特徴                       |
| ---- | ---------------------- | ---- | -------------------------- |
| 土器 | 低火度（1000℃以下）    | 無釉 | 軟質、土色、吸水性大       |
| 陶器 | 低中火度（1200℃以上）  | 施釉 | 軟硬質、灰白色、吸水性あり |
| 炻器 | 高火度（1100 - 1250℃） | 無釉 | 硬質、灰色、吸水性小       |
| 磁器 | 高火度（1350℃以上）    | 施釉 | 硬質、白色、吸水性無       |

磁器は半透光性で、吸水性がない。また、陶磁器の中では最も硬く、軽く弾くと金属音がする。焼成温度や原料によって硬質磁器（hard porcelain SK13 - 16焼成）と軟質磁器（soft porcelain SK8 - 12焼成）に分けられる。日本の主な磁器として佐賀県有田などで焼かれる肥前磁器（伊万里焼）や九谷焼などがある。
ガラスは磁器よりはるかに古くから知られており、単に磁質化（ガラス化）するのが磁器製作の目的ではない。
焼成温度の高い硬質磁器と、比較的低温で焼成される軟質磁器に分けられる。

## 原料
焼結して多結晶となる粘土質物、除粘剤となり可塑性を向上させ、かつフラックス（融剤）として融点を下げる石英（SiO2）、ガラス相を形成し強度を向上させ、石英と同種の効果も示す長石の3種類が主原料である。粘土質物はSiO2（45 - 70%）、Al2O3（10 - 38%）とFe2O3（1 - 25%）、長石は正長石（K2O・Al2O3・6SiO2）とソーダ長石（Na2O・Al2O3・6SiO2）から構成される。粘土質物にはカオリンが使用され、この他、軟質磁器には石灰、ボーンチャイナには骨灰（リン酸カルシウム）が添加される。硬質磁器はカオリンが70%以上であり、軟質磁器は長石と石灰が約60%を占め、ボーンチャイナは骨灰が時に半分以上となるなど、磁器の種類によって組成は大きく異なる。
原料処理では、まず透水性向上のために長石・石英を細かく粉砕する。続いて不純物を水篩などで除去した後に原料を全て混合し、荒練りと菊練りと呼ばれる作業で練り上げる。これにより土中の水分を均一にして乾燥による歪みを防止するとともに、空気を抜くことで成形性を向上させる効果がある。練った土はしばらく放置し、水を細部まで浸透させると同時に、繁殖したバクテリアの排泄物により可塑性を向上させる。

## 作製方法
練られた土は、まずロクロやヘラで大まかな形が作られる。これを乾燥させて水分が10%程度になったら仕上げ加工を施す。複雑な形状の製品（人形など）は泥漿（でいしょう）鋳込法等により成形する。
続く焼成は、通常2 - 3段階に分けて行なわれる。最初に700℃前後での素焼きにより水分を飛ばす。この時まず300℃付近で素地の水分が蒸発するが、十分に乾燥させていないと、発生する水蒸気によって形状が崩壊する。さらに450 - 600℃でカオリンなどの結晶中の結晶水が放出されて大幅に素地が収縮する。素焼きを終えたこの段階で釉薬をかけ（施釉）、続いて1300℃程度で一次焼成を行なう。これによって釉薬はガラス化し、光沢や色が得られるとともに、ガラス層が粒界亀裂の進展を抑えるために強度が向上する。さらにこの後、絵付を施してから800℃前後の2次焼成を行なう場合もある。磁器は焼成中に高温で融解しつつ、ムライトと呼ばれる針状鉱物結晶を生成するため、成分の多くが融解しても形状を維持し続け、ガラス質の器質となる。
顔料によって磁器に模様を描く作業は絵付と呼ばれる。絵付には施釉前に行なう下絵付と施釉後に行なう上絵付がある。下絵付は2次焼成の必要がないため低コストだが、釉薬と反応しない安定な顔料しか使えない。このため金属塩化物や硝酸化合物が主に使われ、緑、青、黄などを発色する。コバルトブルーの染付は下絵付によって描かれる。これに対し、上絵付は二次焼成の手間がかかるものの、熱処理温度が低いため使用できる色が多く、特に赤色顔料や金彩を使用できるのが特徴となっている。

## 歴史

### 中国
高温で焼成され釉薬が溶けかかった硬質のやきものである磁器の製法は、中国で発明されたものであり、草木の灰を溶いて焼きものの器面に塗布し、人為的に釉薬をつくりだした灰釉陶器の誕生は殷の時代までさかのぼることが明らかになった。灰釉は長い年月をかけて少しずつ改良され、安定して技術として確立し、後漢の時代には、素地が堅く焼き締まり釉薬がなめらかに溶けかかった「瓷器（じき）」（半磁器）としての完成の域に達した。本格的な青磁の製作は、この後漢代に始まった。青磁の発祥地は、現在の浙江省紹興市上虞区の一帯とみられ、現在までに30か所以上の後漢代の青磁窯址が発見されている。古くは河姆渡文化の中心地であった当地は、磁土や燃料といった原材料にも恵まれて窯業の長い伝統を有し、また農耕がさかんで人口も多く、水運の利便にも恵まれた地域であり、窯炉の改良もさかんだったとみられる。
これに続く、三国時代から南北朝時代にかけて、日本では一般に「古越磁」と称される青磁が製作されたのは、現在の浙江省を中心とする地域で、楼閣や人物、鳥獣などさまざまな装飾をほどこされた多様な造形の器物が、墳墓に副葬されるいわゆる「明器」としてもさかんにつくられた。古越州窯の青磁は、南京はじめ江南地方一帯で出土する。南北朝時代の北朝では、その末期に北方青磁独自の様式があらわれ、隋代に引き継がれた。なお、北方の青磁はオリーブ色がかった暗緑褐色・暗褐色・黄褐色を呈するという特徴がある。
唐代以降、青磁は多くの文人・知識人に愛されたが、その理由の一つとして中国で古来珍重されてきたヒスイ（碧玉）に近い色合いが挙げられる。碧玉は古代より君子が身に付ける装身具の素材とされ、儒教においては「徳」の根源とみなされてきたので、青磁は「假玉器（かぎょくき）」とも称されて宝器などとして貴族層に受容された。さらに、760年には、後世「茶祖」と称される陸羽が『茶経』を著し、それに則った喫茶の習慣が流行した。『茶経』において陸羽は、浅黄色に抽出した煎茶を越州窯の青磁茶碗に淹れると茶の色が緑に映える、と述べている。唐代から宋代にかけて、陸羽茶道の流行とともに、王侯や文人たちはおおいに青磁茶碗を求めた。
宋代には官窯が設置され、zh:定窯の白磁、zh:汝窯（じょよう）の青磁などに代表される、器形、釉調ともにきわめて高度な技術を駆使した磁器が生み出された。また、華北・華南の各地に磁州窯、zh:耀州窯、zh:龍泉窯、zh:建窯、zh:吉州窯などの個性的な窯が栄えた。とりわけ。北宋代から存在感を発揮し、以後の中国陶磁史を主導するのが江西省の景徳鎮窯である。元代には、白地にコバルト顔料による青色で絵付けをした磁器である「青花」（日本語では「染付」という）の生産が隆盛し、輸出磁器として諸国の憧憬の的となり、イスラーム圏などで競って求められるようになった。
明代には景徳鎮窯が中国の磁器生産の中心となり、青花や「五彩」などの絵画的な加飾を施した器が盛んに生産された。明末から清初にかけては、景徳鎮の民窯や福建省の漳州窯などで、官窯とは作風の異なる輸出向けの磁器が大量生産され、ポルトガル、オランダ、日本などへ運ばれた。清代に入ると、七宝の技法を応用した粉彩（琺瑯彩）の技術が開発され、磁器の器面に絵画と同様の絵付けが施されるようになった。この時期、窯業技術の進歩によってさまざまな色釉が新たに開発され、成形や施釉の技術、絵付けの技法とともに中国陶磁の頂点を迎えた。しかし、清朝後期以降は、社会情勢の不安定化とともに従来の技術水準を維持することが困難になり、一時は一世を風靡した中国陶磁も変革と進歩の歴史に終止符を打った。
画像

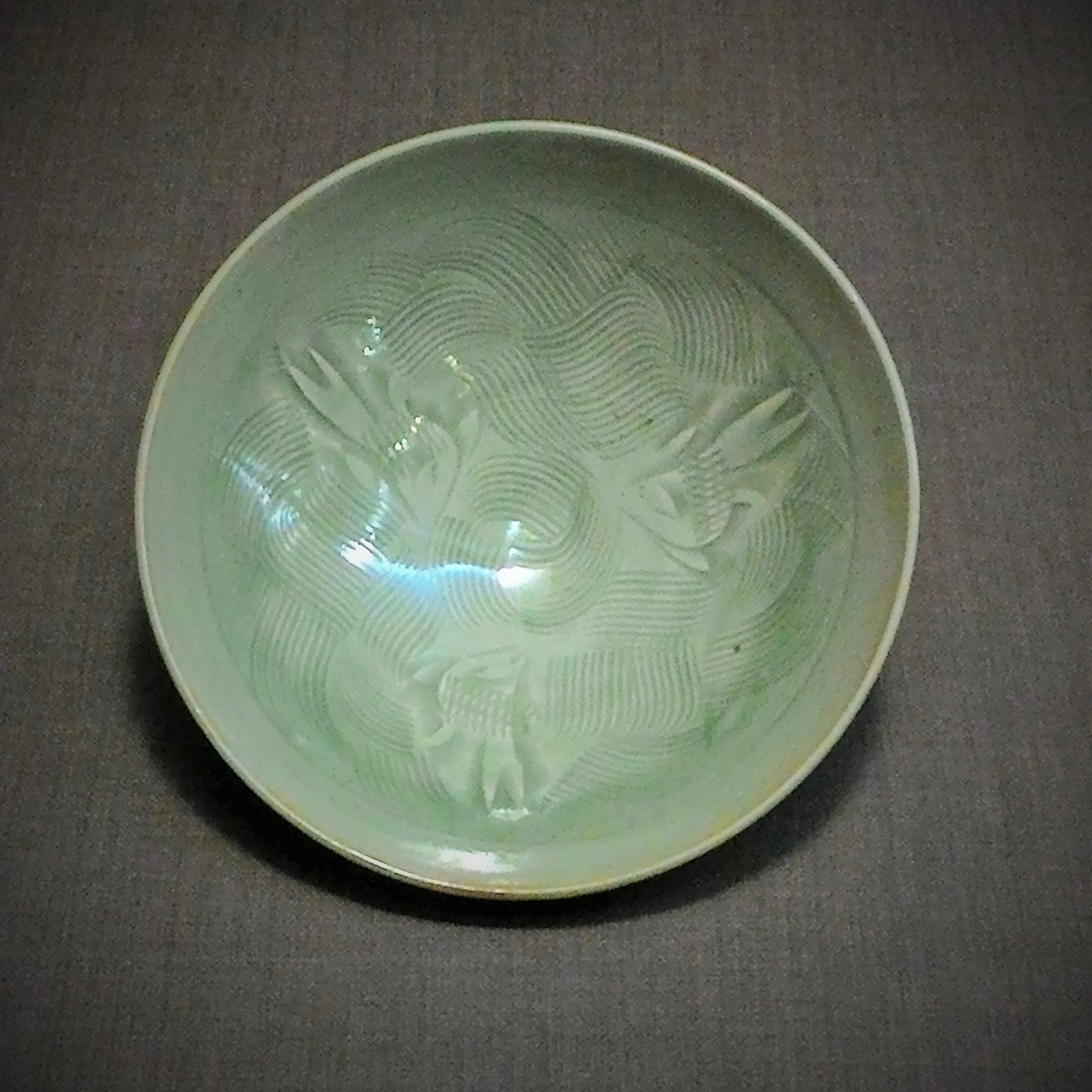
三魚文碗・宋朝
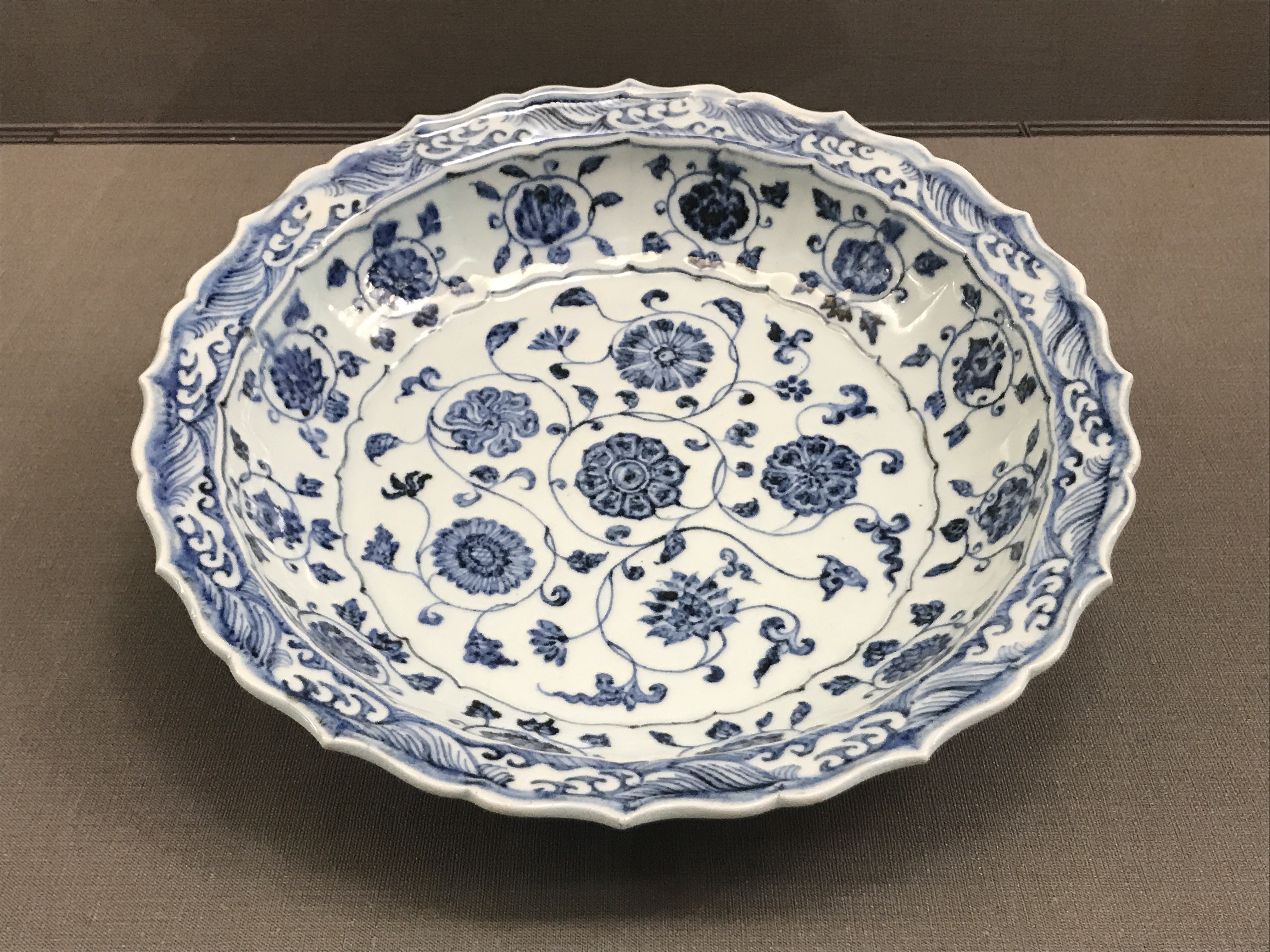
青花六蓮纏枝盤・元朝
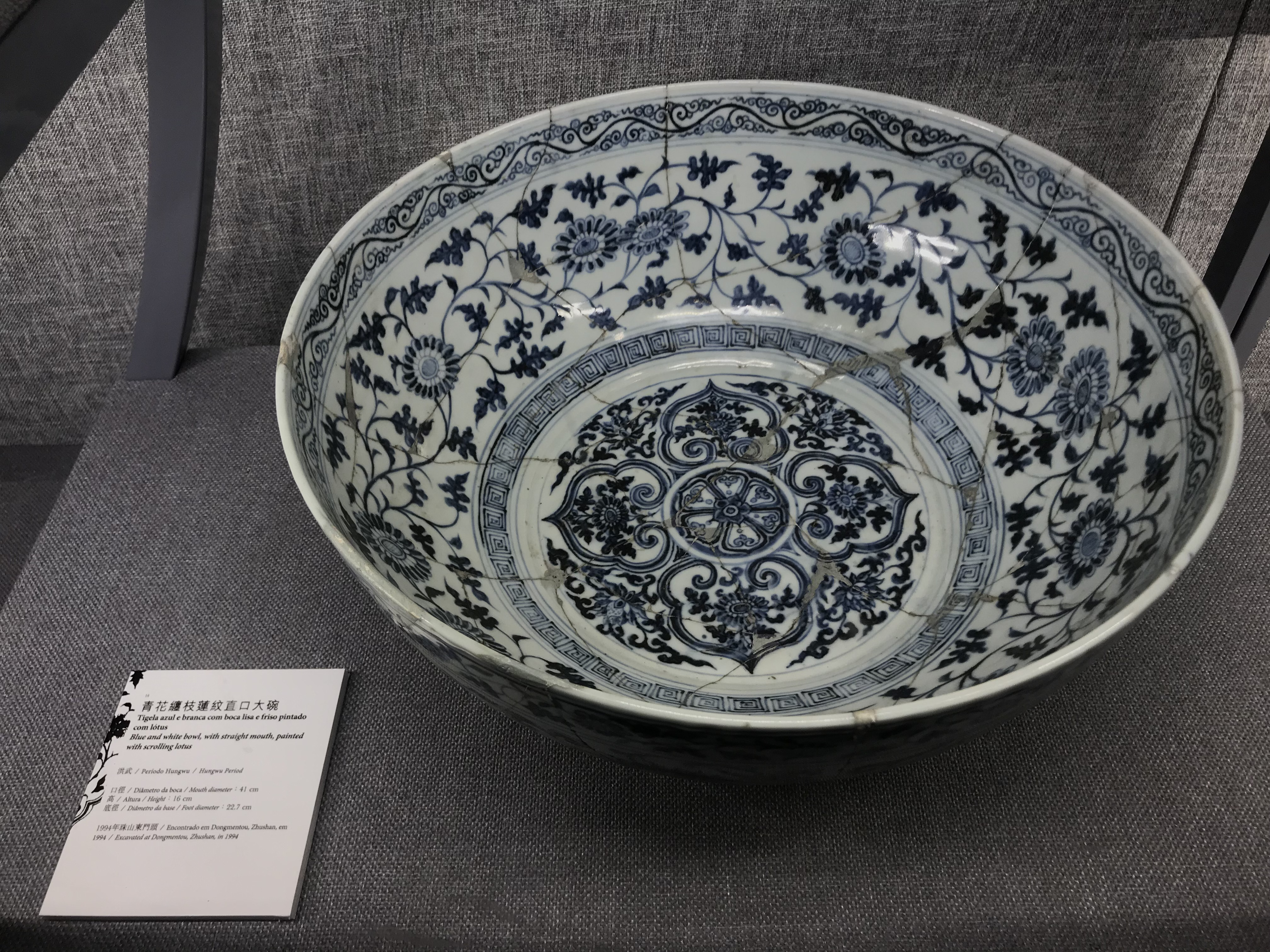
青花纏枝蓮辺金剛杵芯盤・明朝
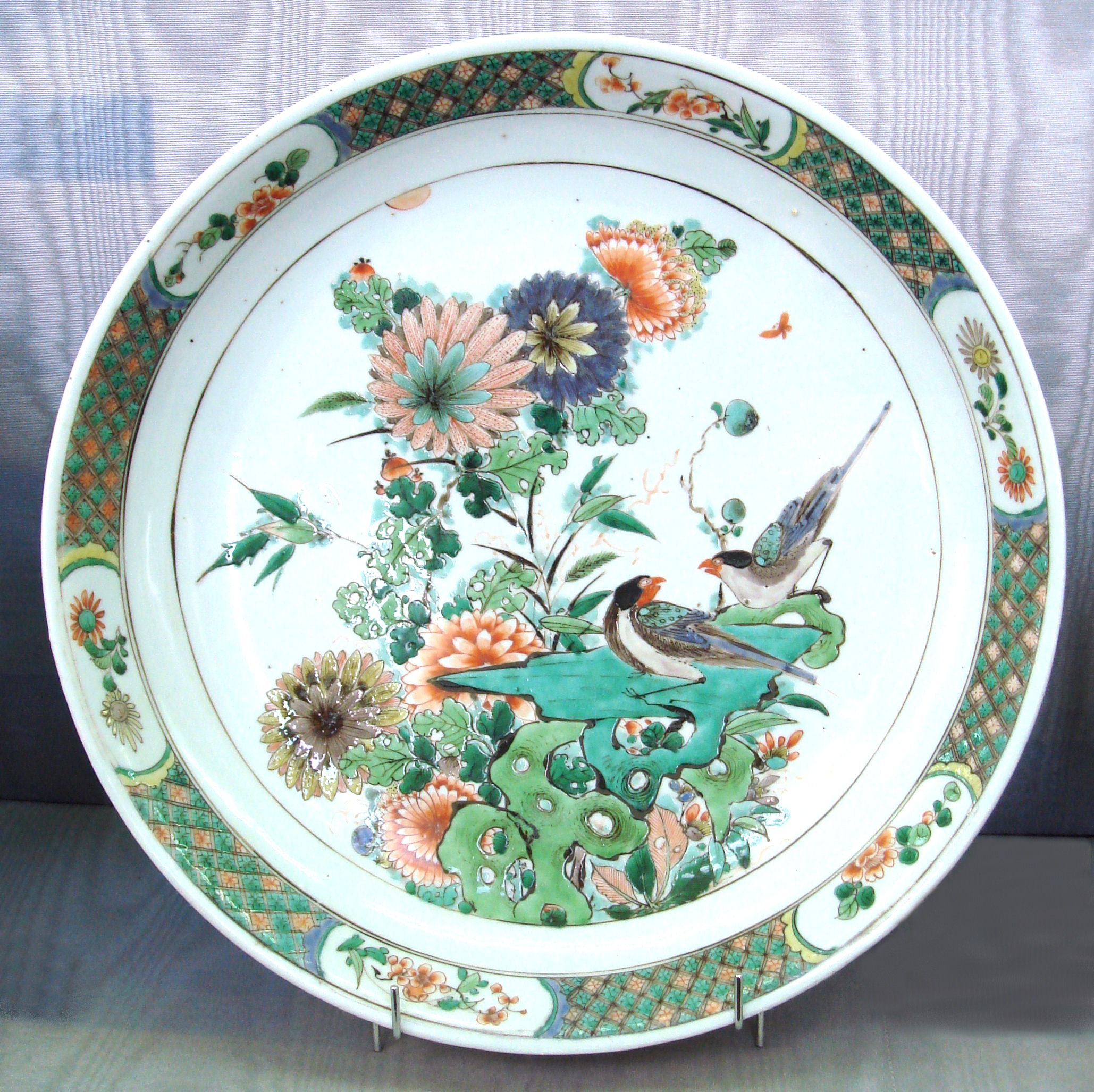
喜上眉梢盤・清朝
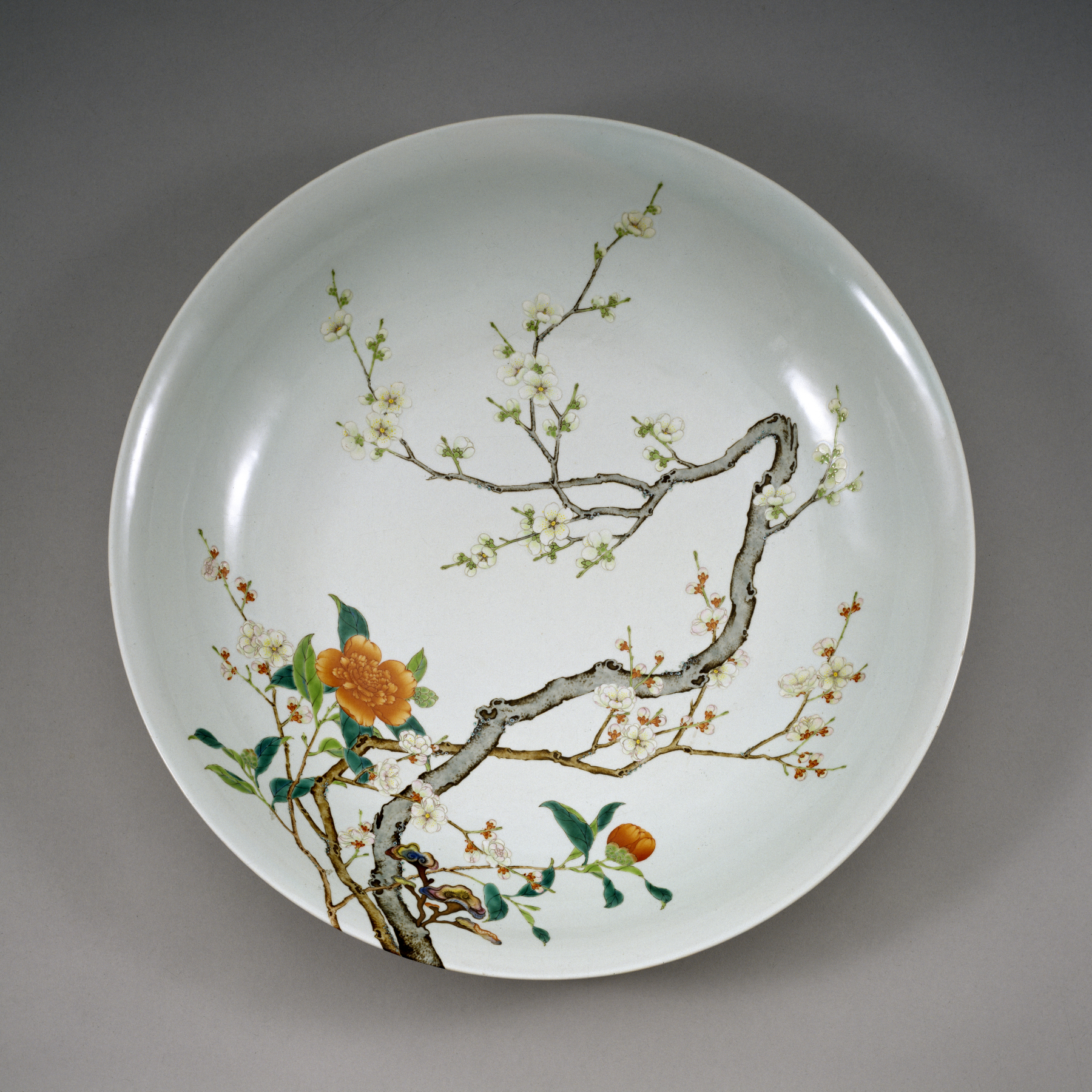
紅緑磁梅牡丹文盤・清朝
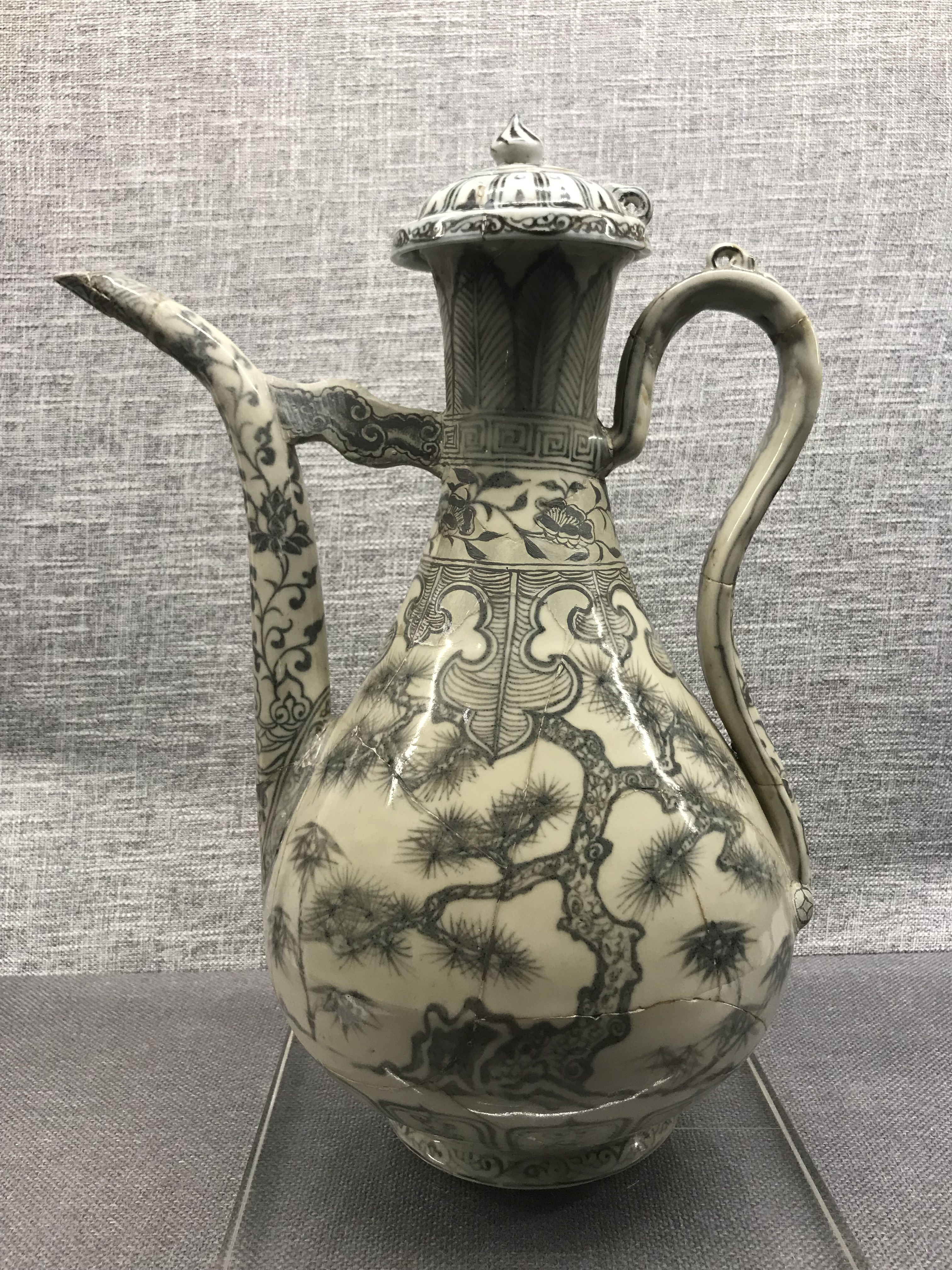
雲肩松樹酒壺・明朝
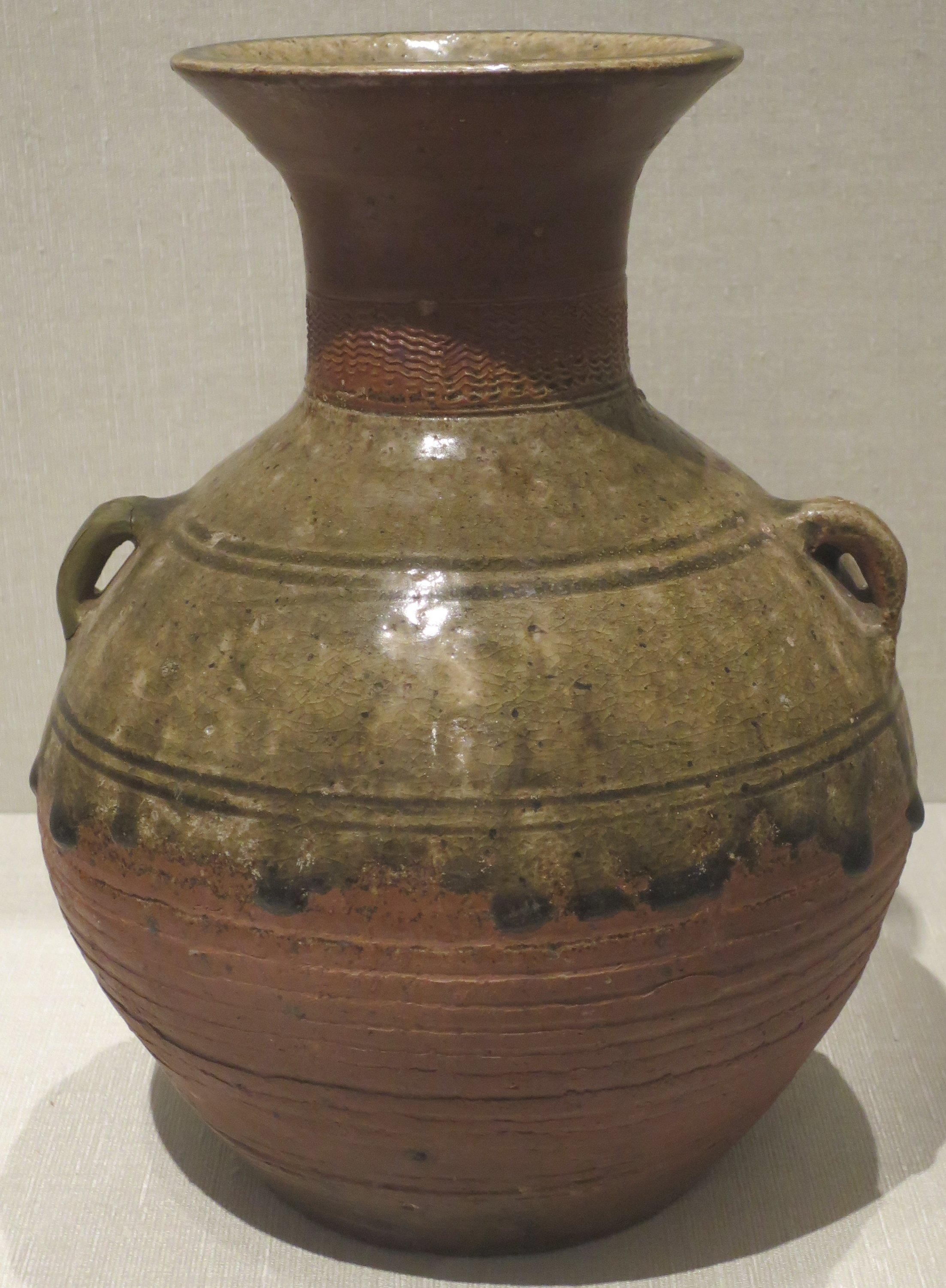
古越州窯、後漢代、青磁の壺
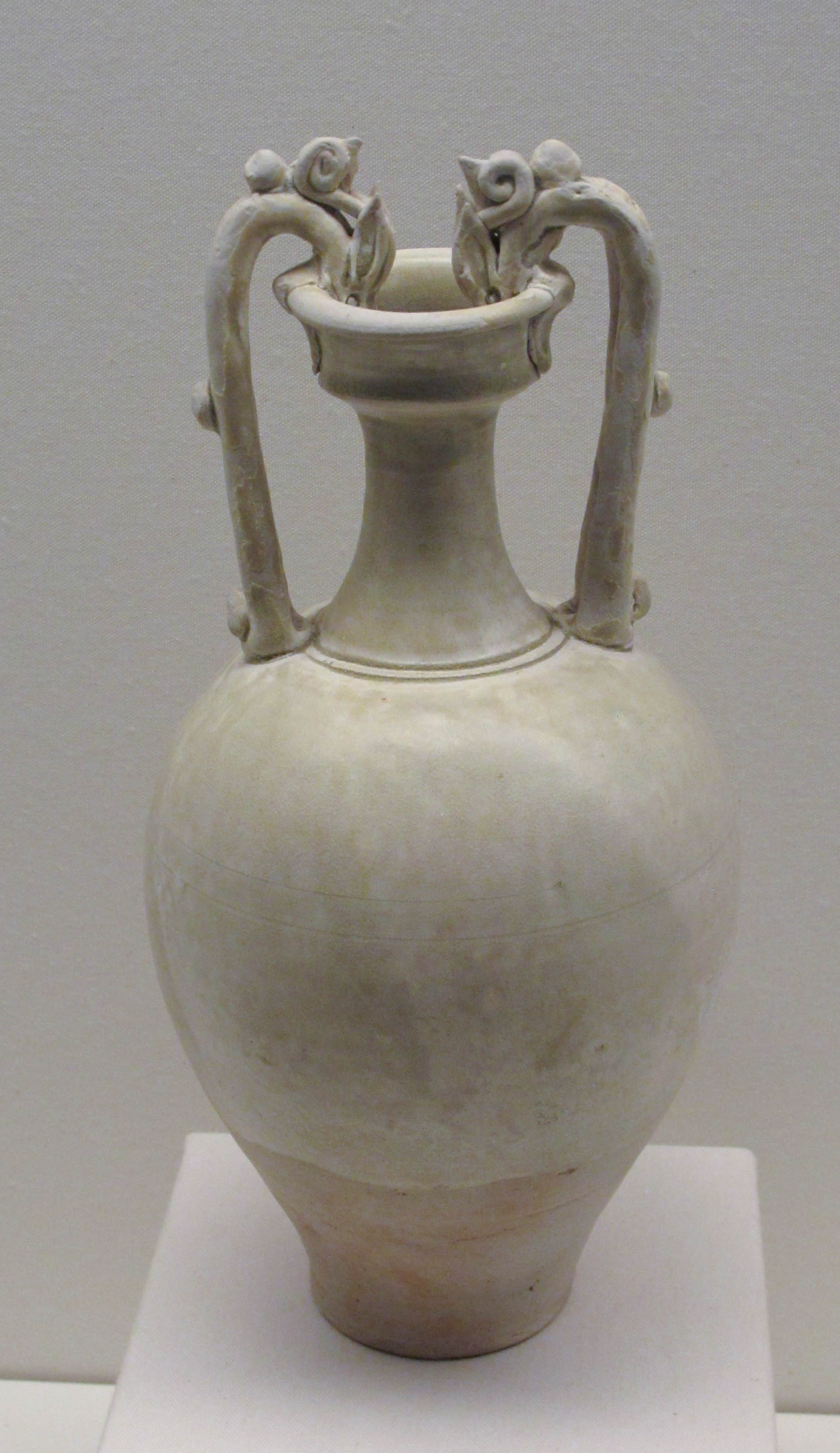
唐朝、白磁の竜耳壺
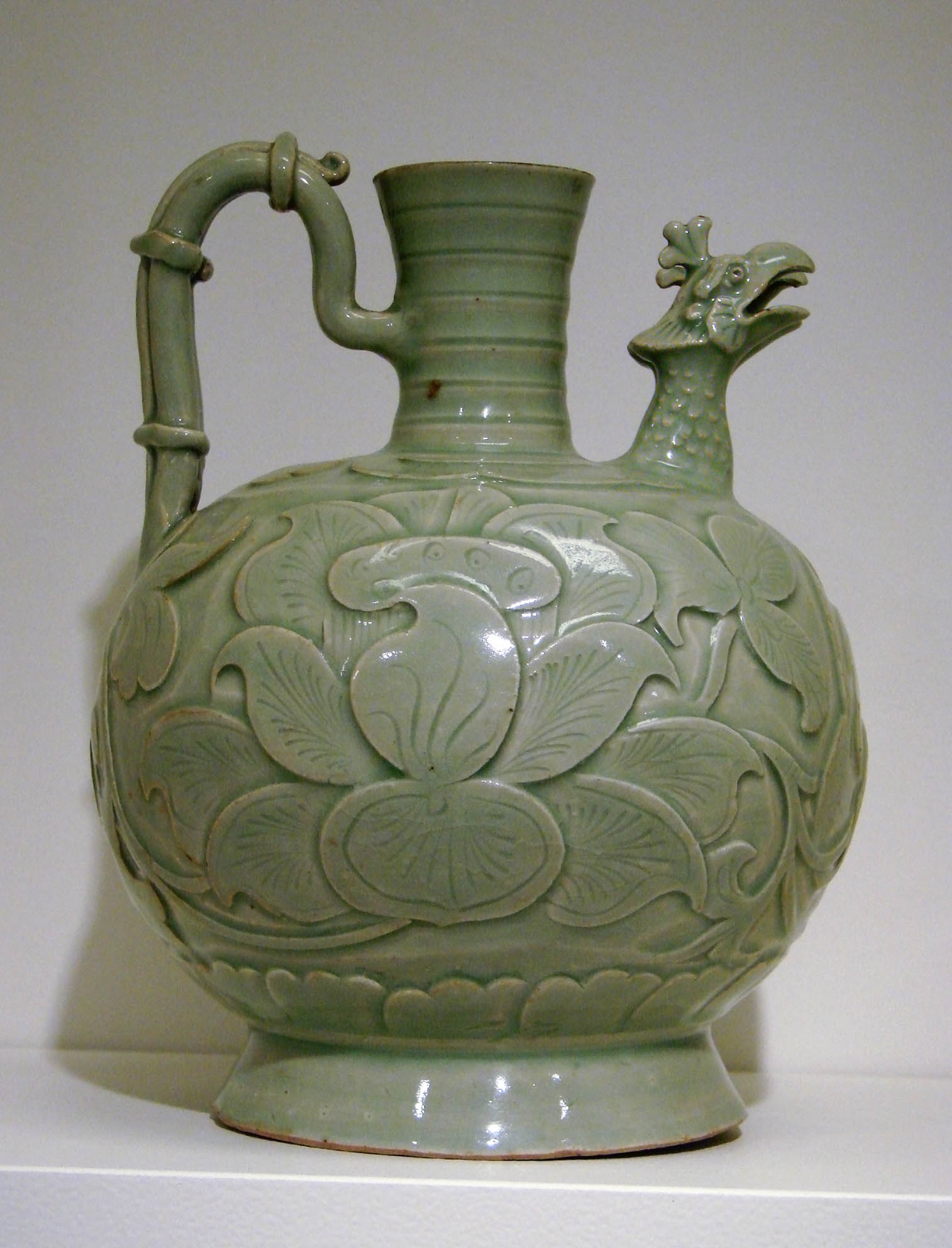
耀州窯、10世紀（北宋）、青磁刻花蓮華文水注
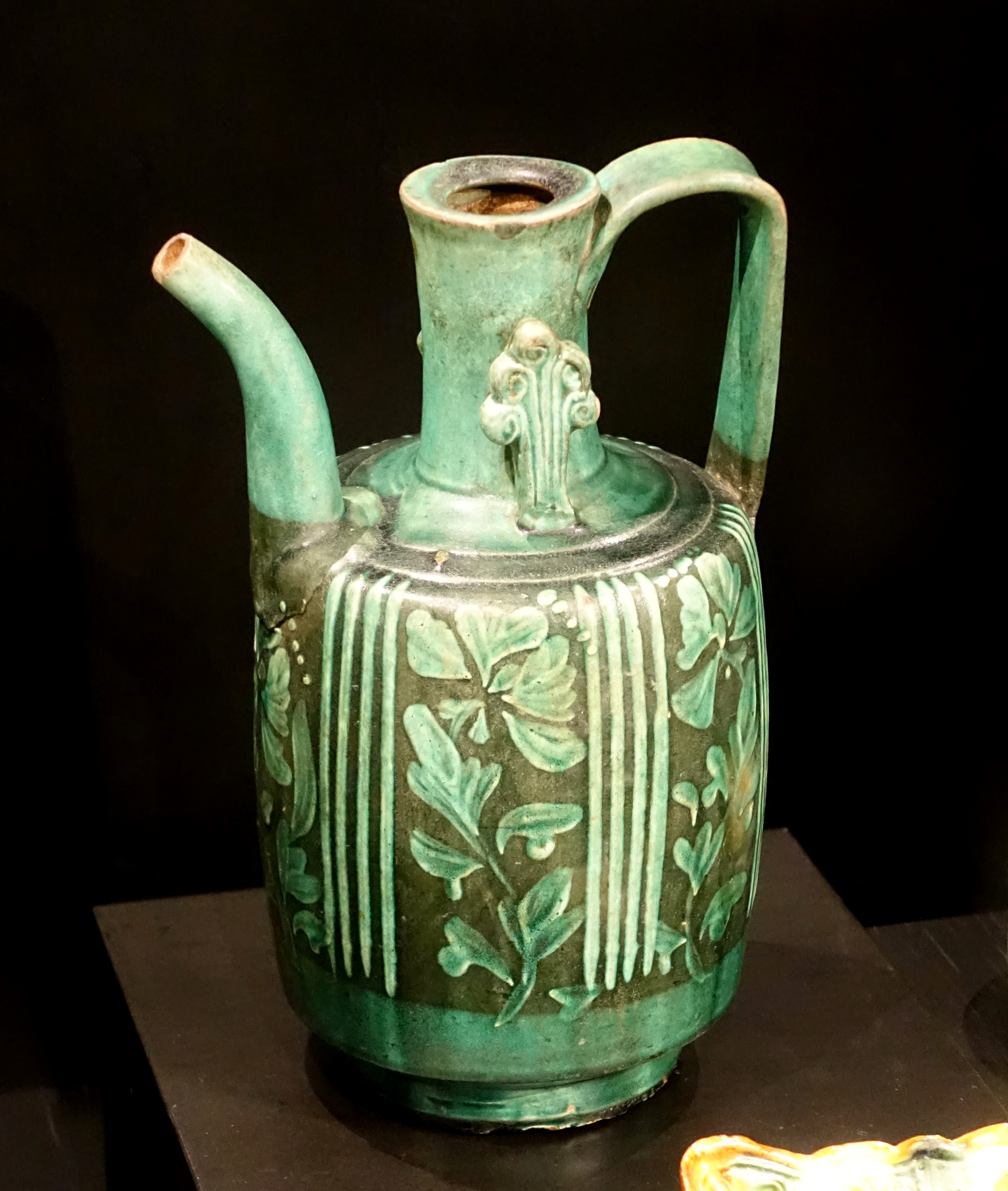
罐子・遼朝
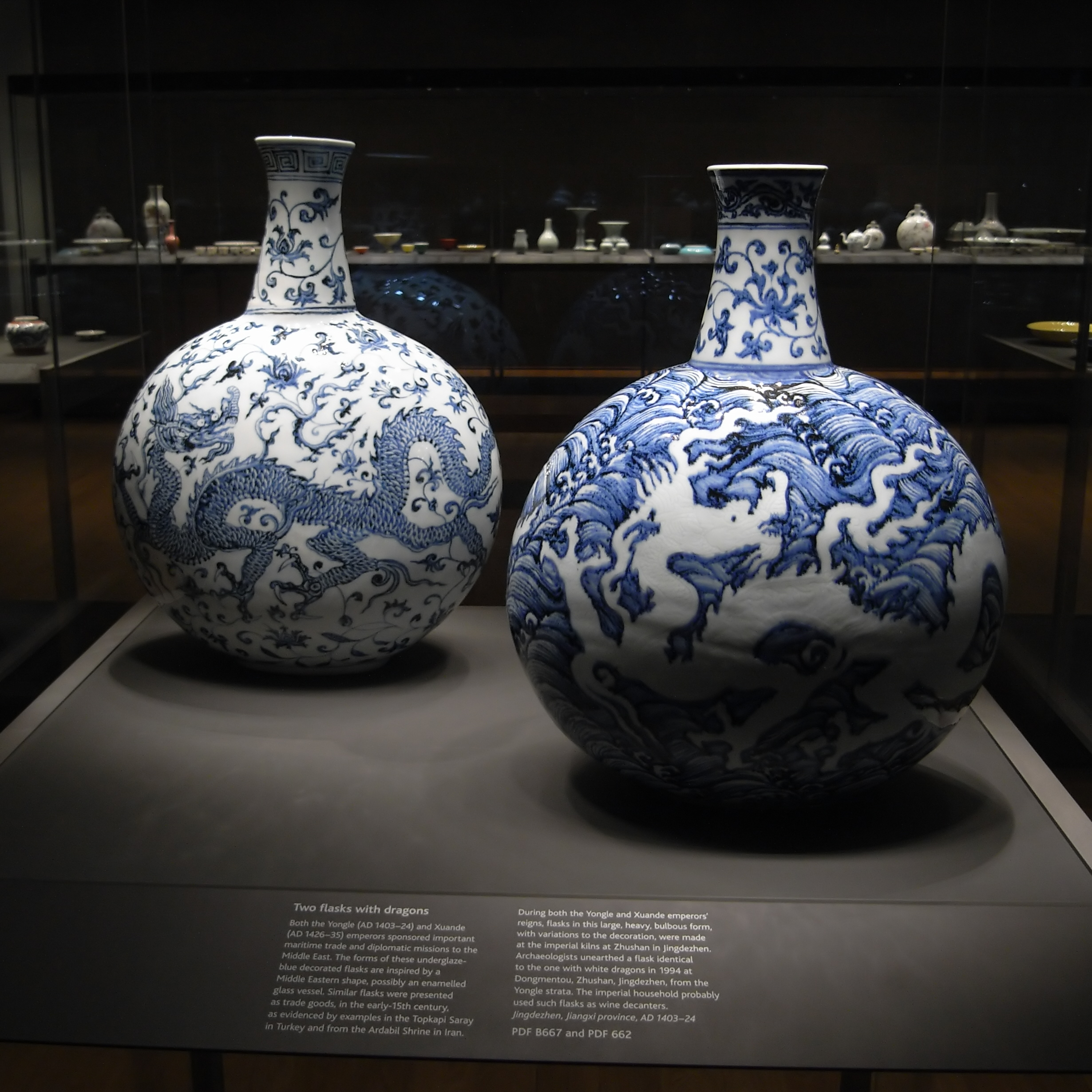
景徳鎮窯、14世紀（明朝）、左後：永楽青花龍紋扁壺，右前：永楽青花海水白龍紋扁壺
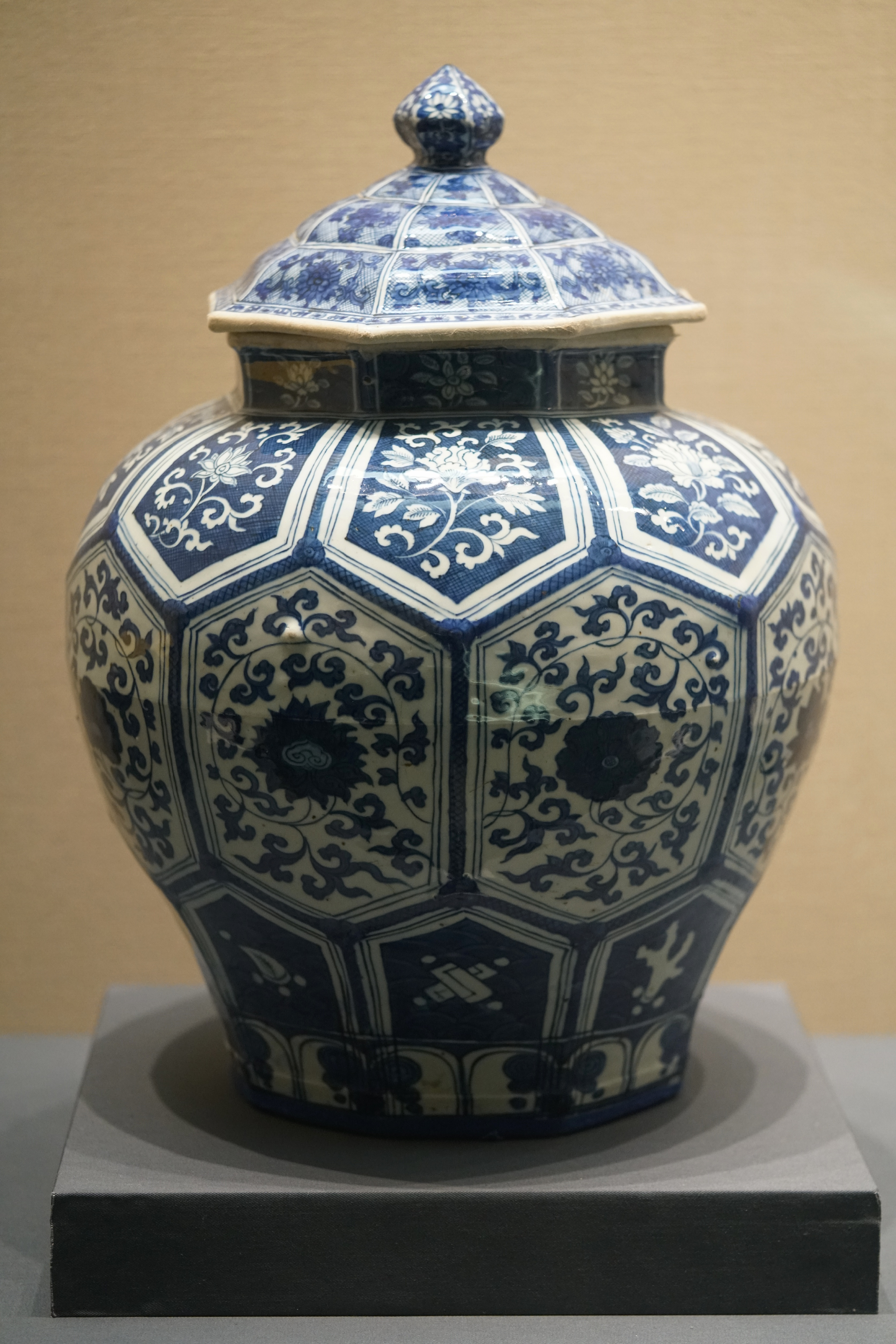
黔府款罐子・明朝
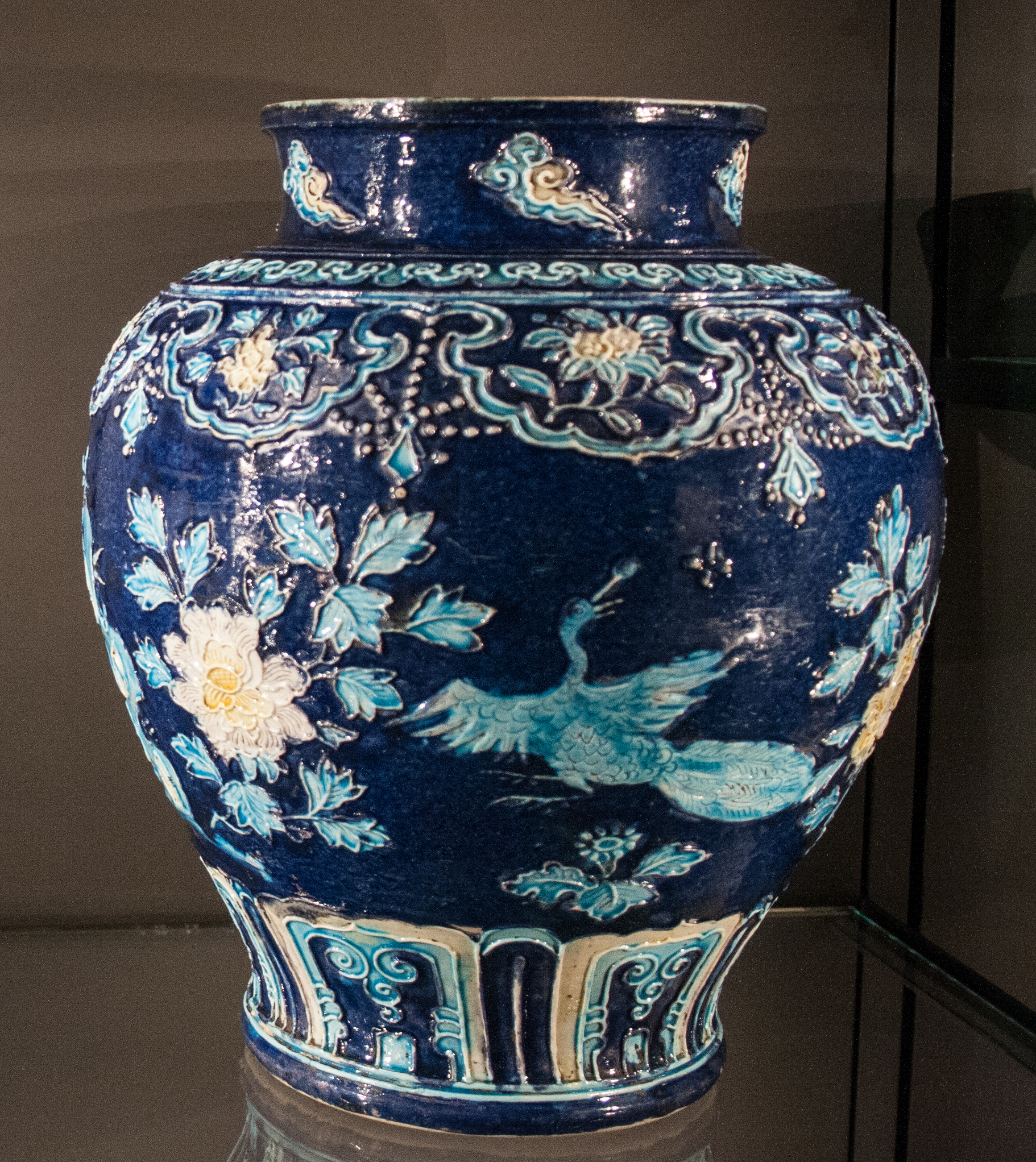
大酒壺・明朝
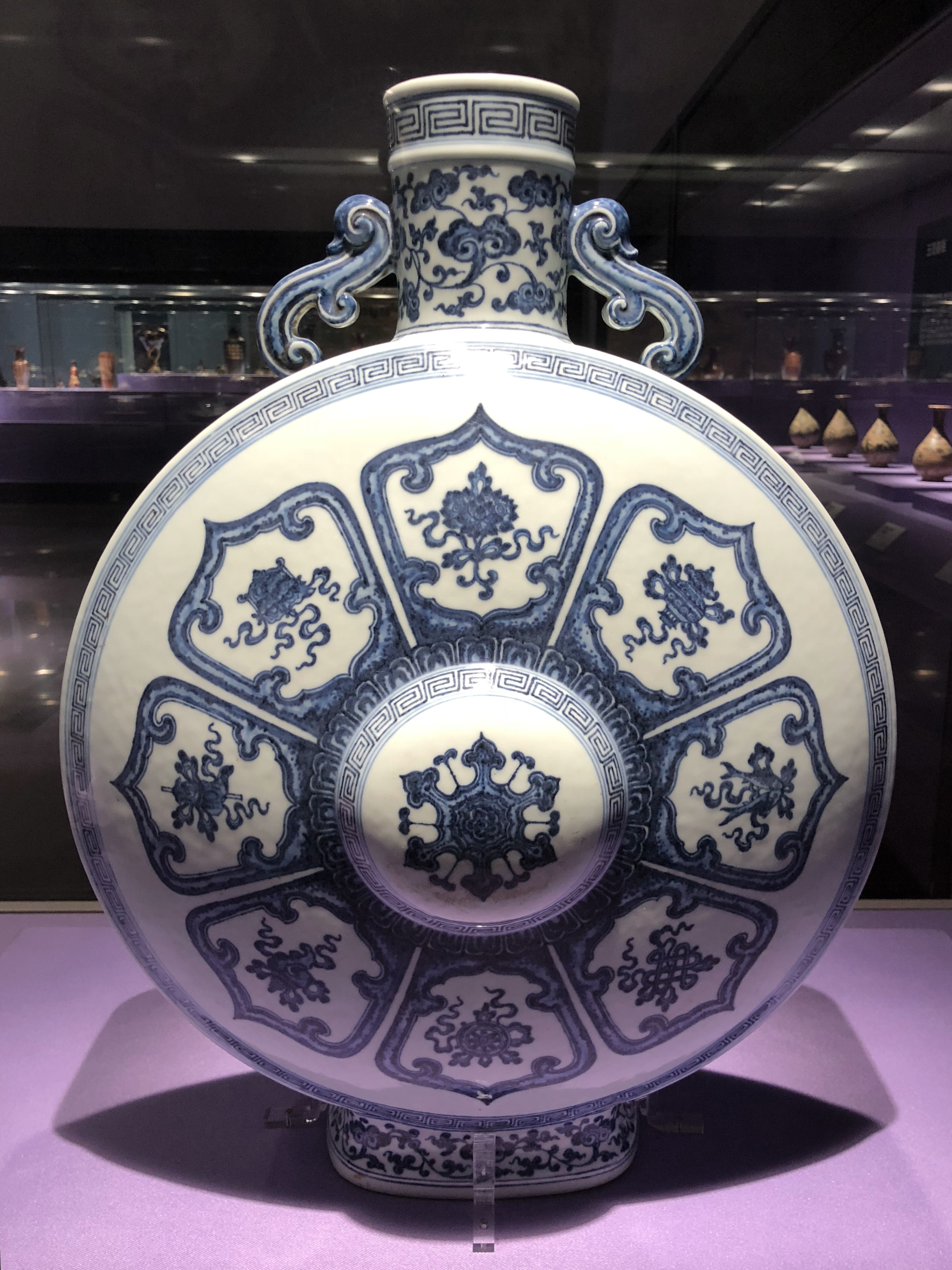
青花蓮八宝壺・清朝
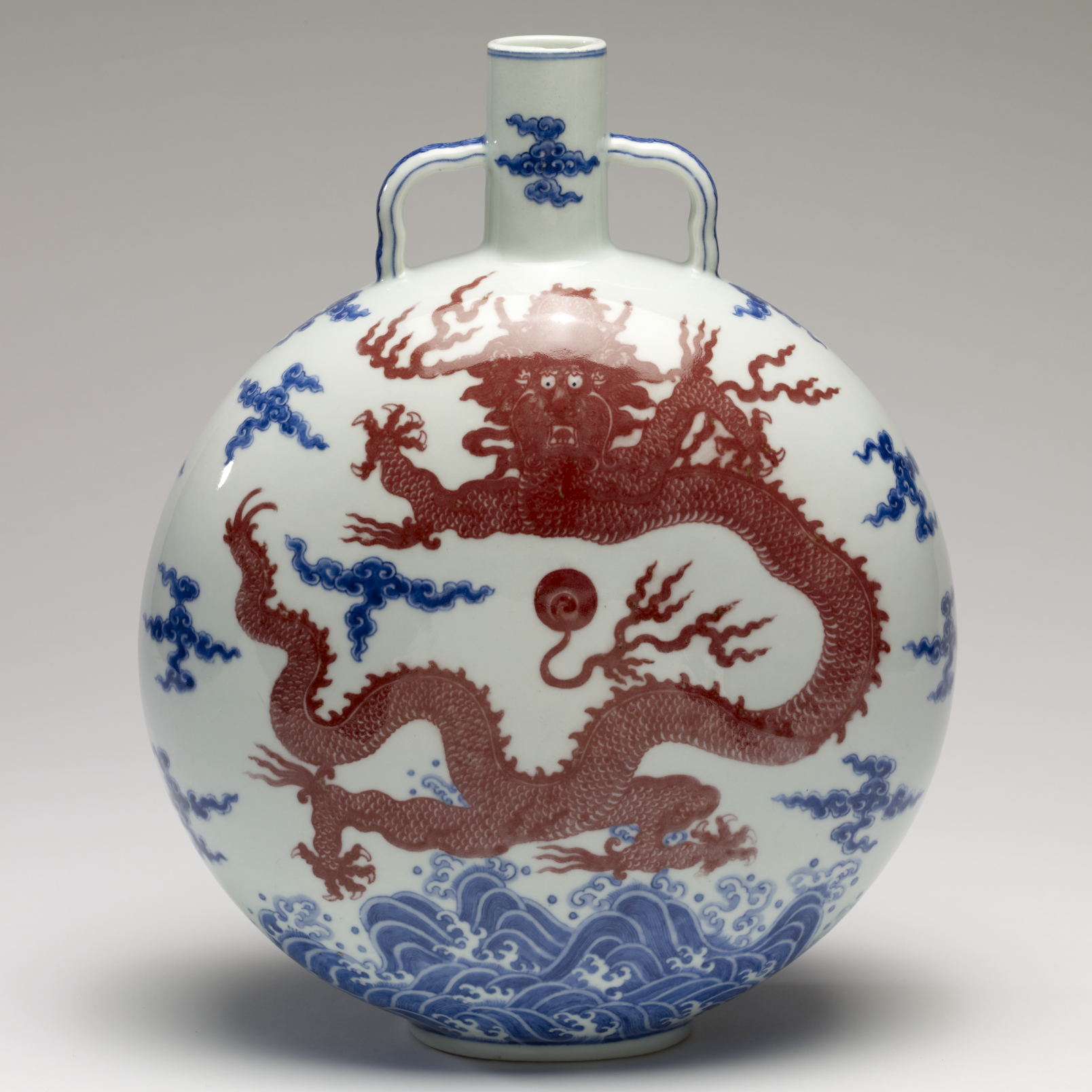
景徳鎮窯・円潤転龍壺・18世紀清朝
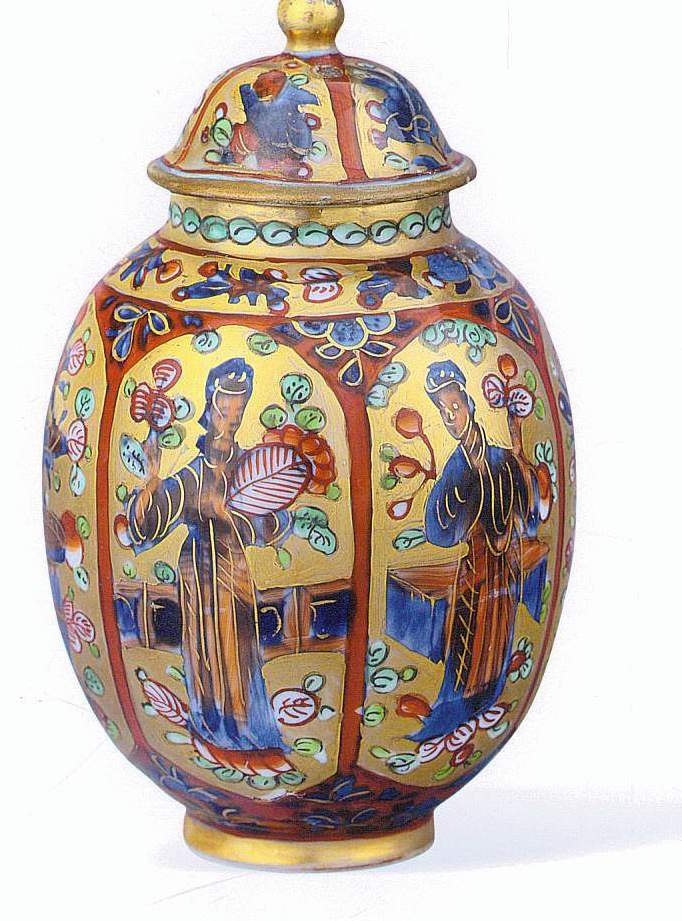
欧洲琺瑯女図罐・清朝
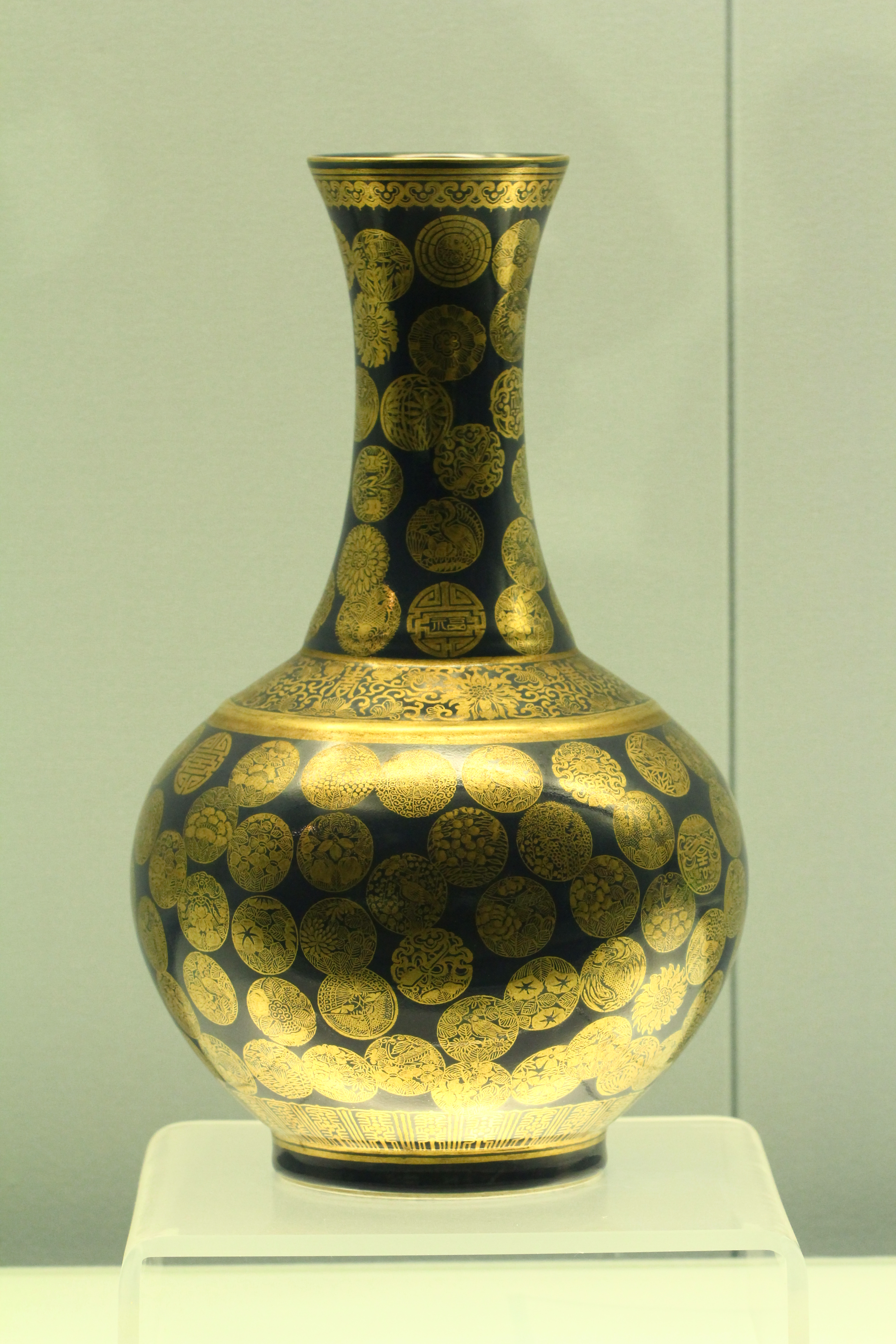
景德镇・黑地金百団文瓶・清朝
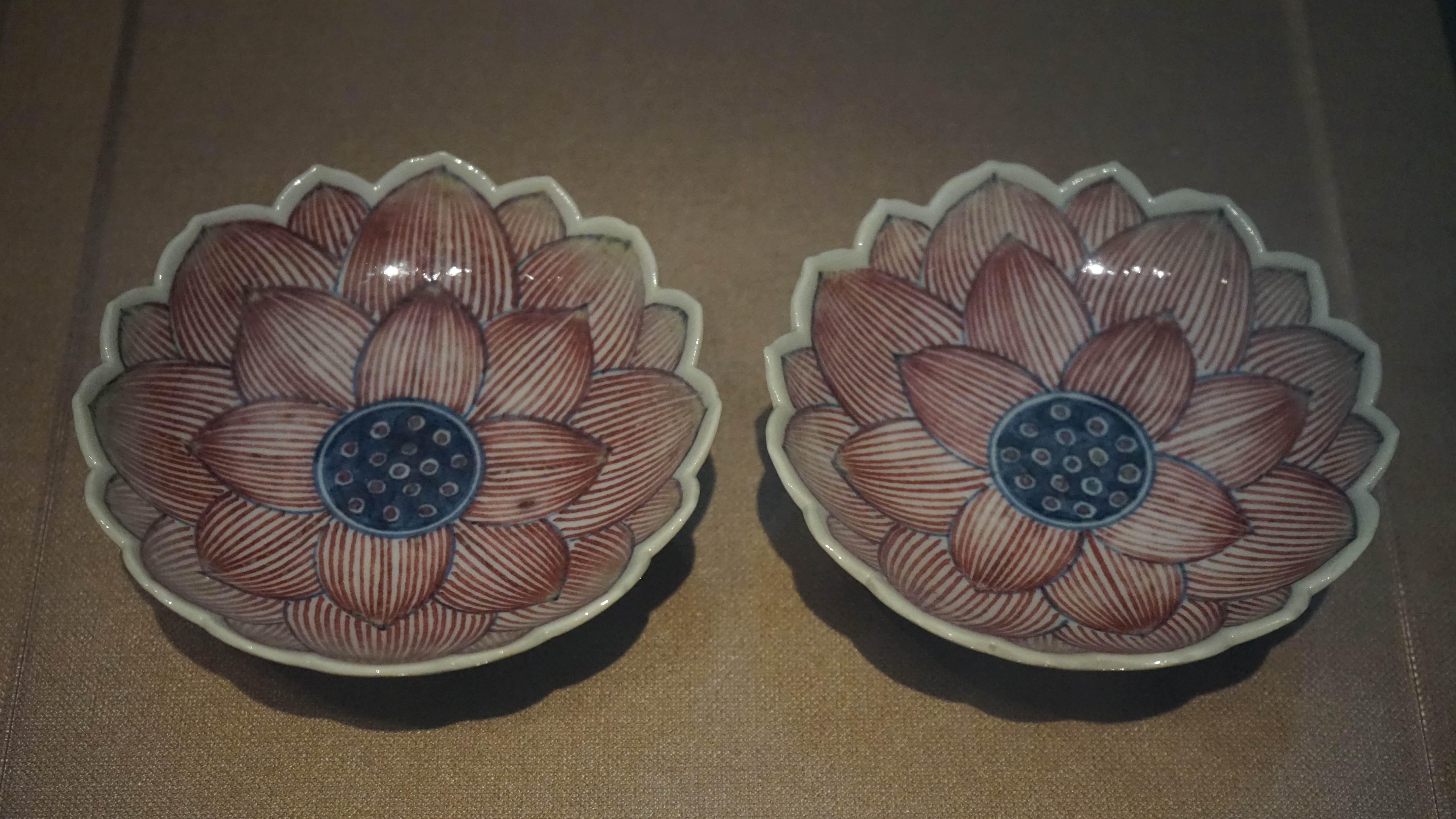
紅蓮藕瓣盤・清朝
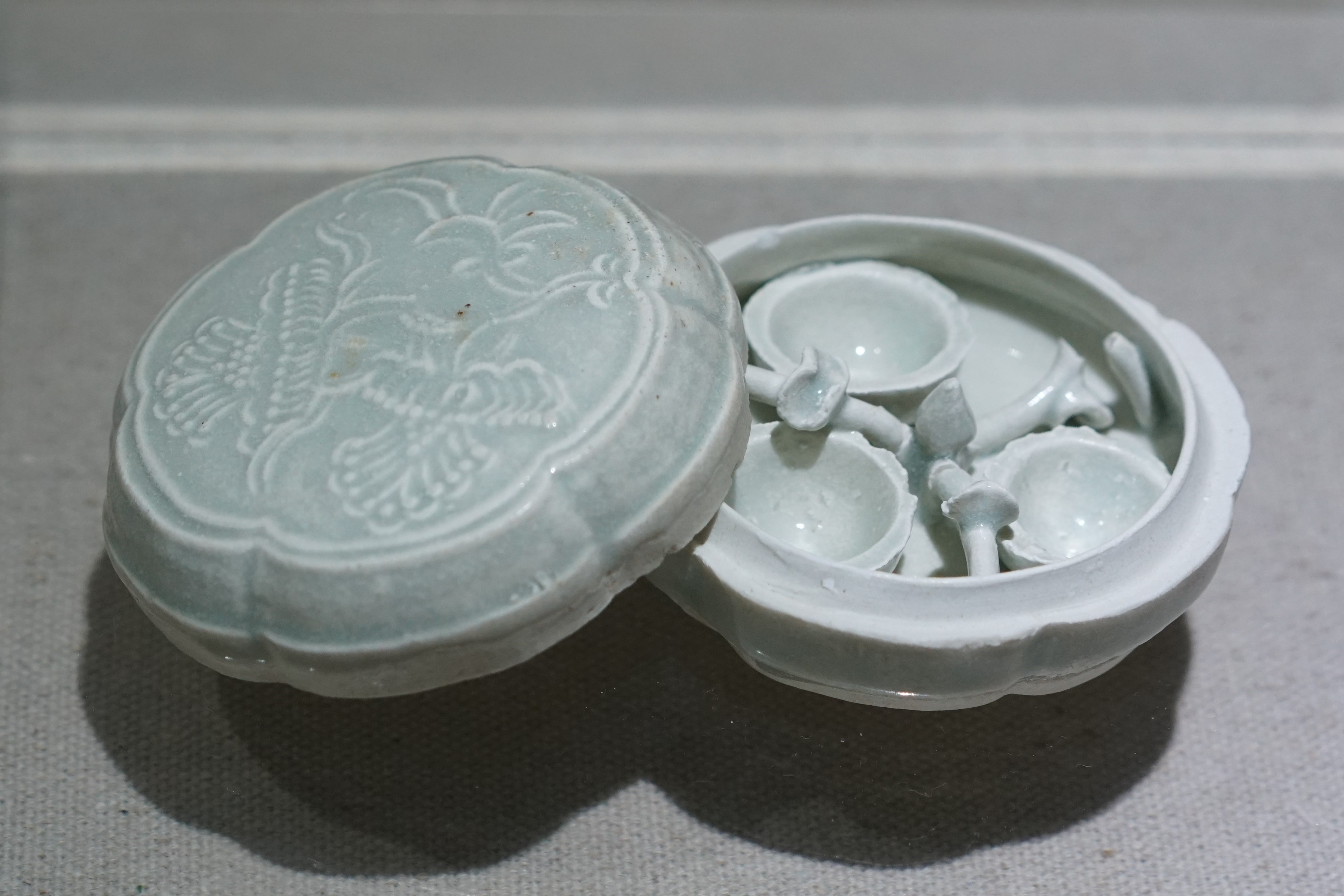
倭角内花枝盒・宋朝
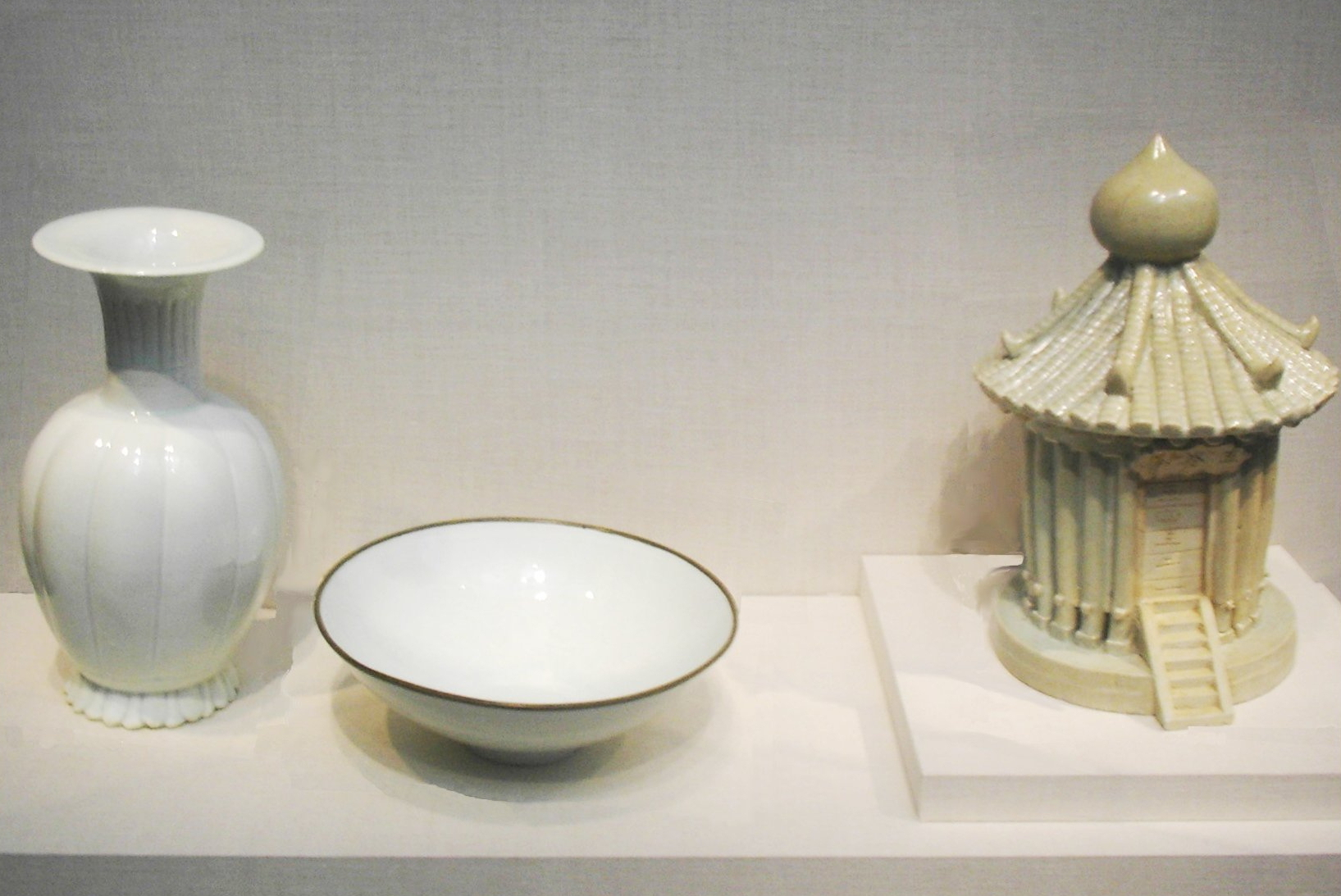
景徳鎮窯、北宋、白磁（壺：11世紀、碗：12-13世紀、明器：13世紀）

### 日本
日本では、豊臣秀吉の朝鮮出兵文禄・慶長の役によって、朝鮮半島から連れて来た陶工・李参平（金ヶ江三兵衛）が肥前有田で磁石（じせき、磁器の原料）を発見したことから製作が始まったと言われている。窯跡の発掘調査の結果からは、1610年代に有田西部の諸窯で磁器（初期伊万里）の製造が始まったというのが通説となっている。
もともと中国の景徳鎮でも青磁を作っていたが、用いていた近傍の高嶺（カオリン）という山の白土は、超高温で焼かなければ固まらない難物だった。そこで出来た青白磁はすでに磁質（ガラス）化していたが、「影青（インチン）」といって青みが薄く掛かり、氷のような硬く冷たい色をしていた。明の人々は、これは地の白土がガラスのように透き通るので純白にならないためだと考え、他の陶石を混ぜるなどして改良したらしい。こうしてできた白地が圧倒的に美しかったために、いつしか唯一無二の絵付けの生地として中国を席巻していった。西洋の磁器も、初めはこの景徳鎮の青磁や伊万里焼を粉砕・溶解するなど長年にわたる詳細な科学調査を繰り返してようやく確立された。
積み出し港の名から伊万里焼と呼ばれた肥前磁器は、江戸時代後期まで隆盛を極め、また中国風の赤絵などのデザインだけでなく、日本独自の酒井田柿右衛門による濁手、金襴手、錦染付などが生まれ、明末清初の混乱で磁器生産が滞った中国に代わってヨーロッパにも輸出され、高い評価を得た。また佐賀藩では藩窯として生産を行ない、美しく緻密な作品が作られた。江戸時代後半には磁器焼成は九谷、砥部など各地に広まり、明治頃には瀬戸で大量に生産されるようになり、庶民にも磁器は広まっていった。
明治以降はゴットフリード・ワグネルなどからヨーロッパの潤科学技術を取り入れて、生産効率が飛躍的に向上した。具体的には、
- 鉄道・汽船など輸送手段の発展により原料となる陶土の選択肢が増加。
- 機械化や泥漿鋳込法導入による成形の高速化。
- 科学的な精製による顔料調合の効率化。
- ガスや電気、石炭を燃料とし、より正確な焼成の温度管理が実現。

などの要因が挙げられる。そしてジャポニスム趣味の流行や国内の安価な労働力を背景として、職人を吸収した会社組織による洋食器の輸出が盛んに行なわれた。戦前は日本の主な輸出産業の一つであり、戦後も輸出は伸び続けた。アメリカ合衆国の陶器メーカーであるWeller社やMaccoy社などが、20世紀前半には繁盛したものの1940年代以降衰退、廃業したのも日本製陶磁器に圧されたのが原因の一つと言われている。しかしその後、円高などにより、1980年代以降は輸出が急減した。
近年では、原料にアルミナを配合して強度を増した強化磁器が小児向け食器として生産され、環境ホルモン物質の滲出が懸念されたプラスチック製食器に代わって学校給食で採用されている。
画像

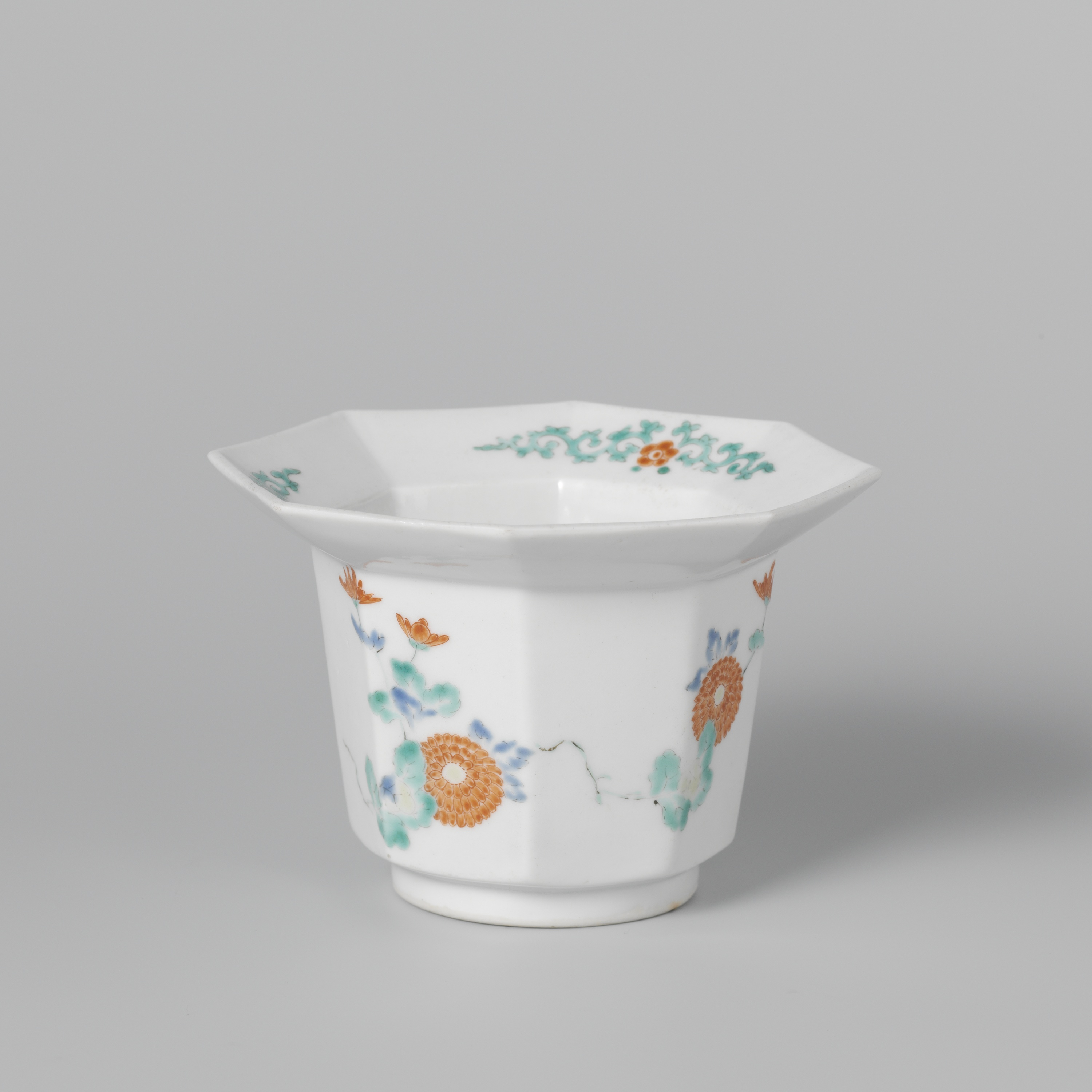
柿右衛門窯（有田焼）、1670年 - 1690年
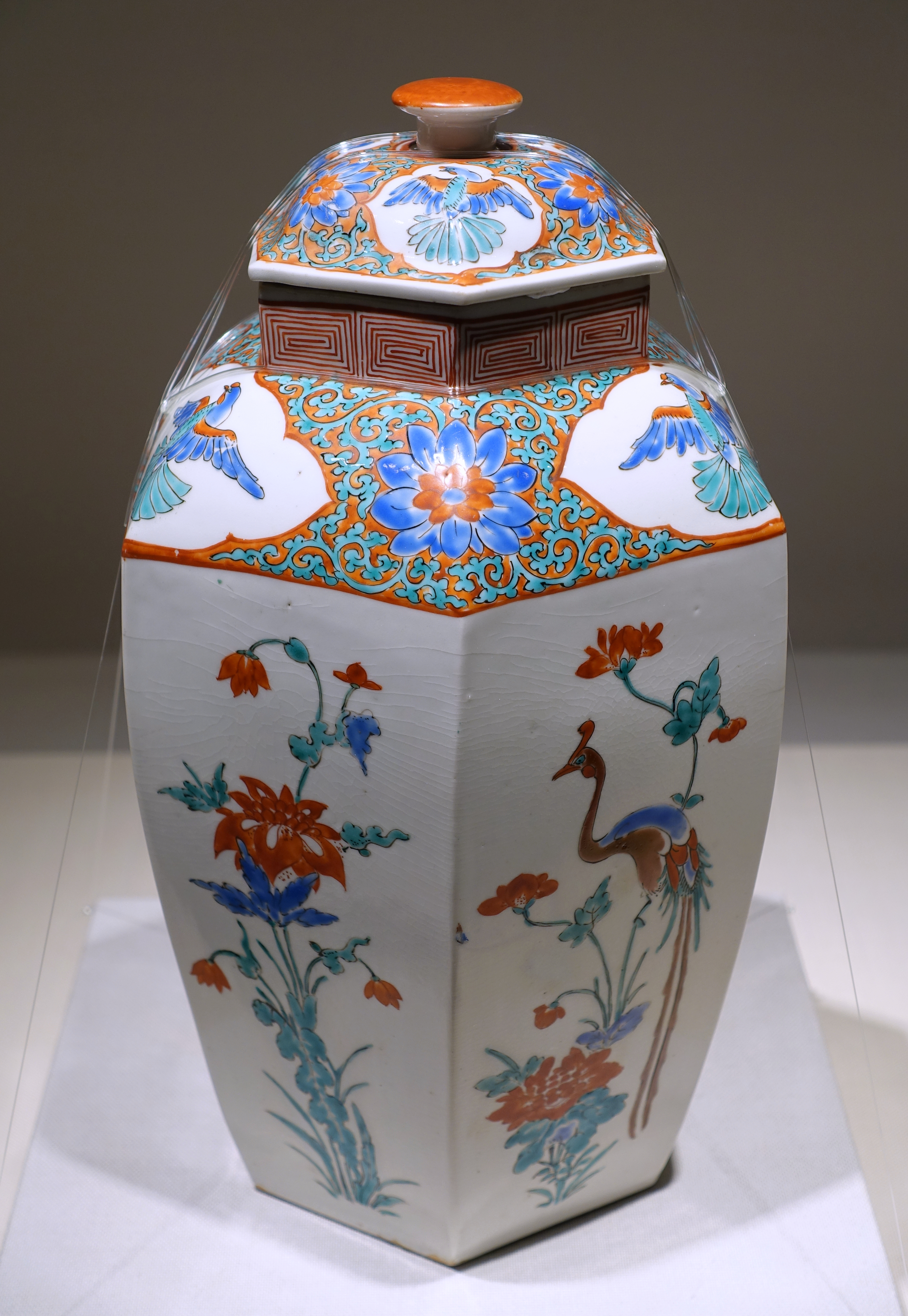
柿右衛門窯（有田焼）、1670年 - 1690年
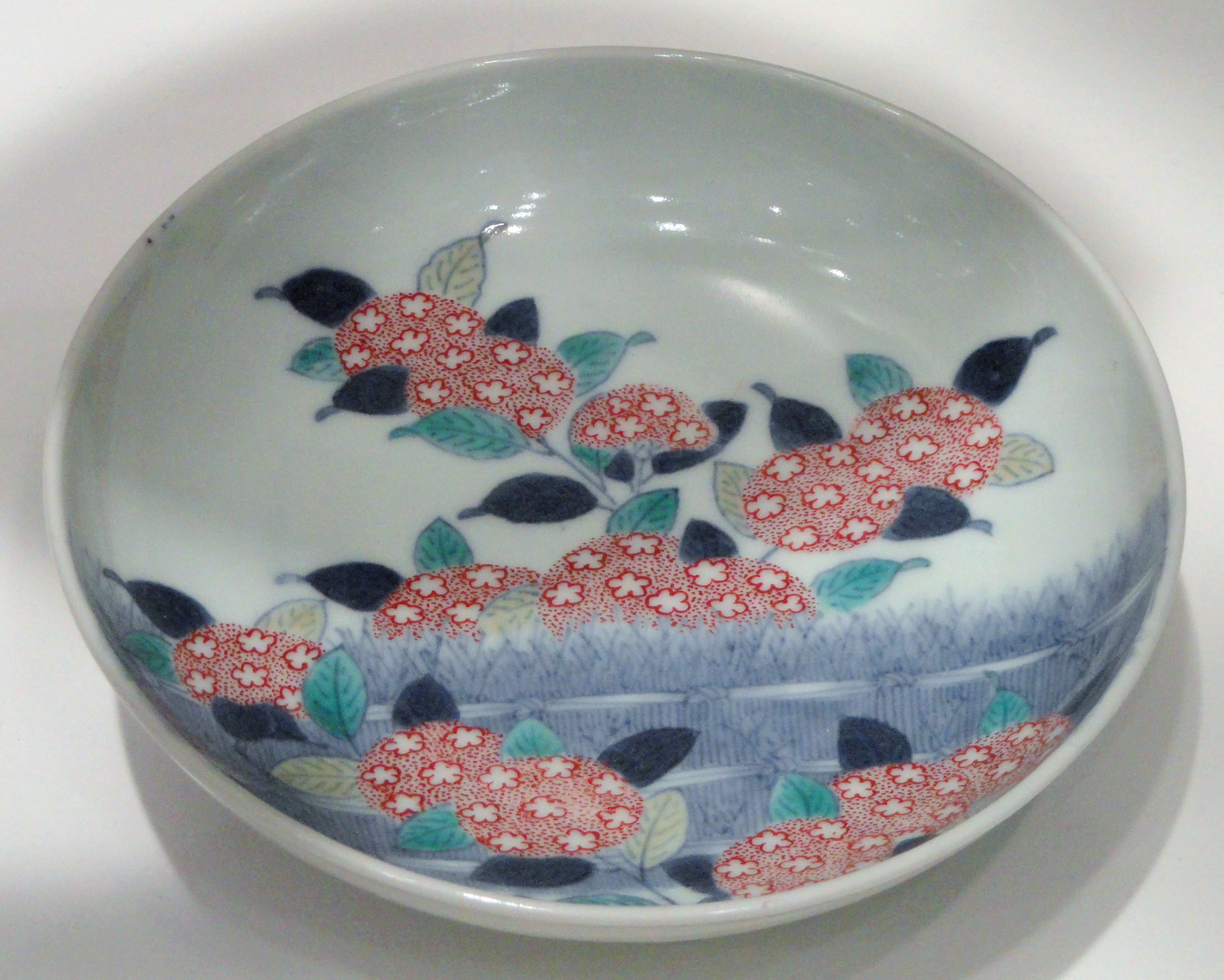

- 佐賀藩窯=鍋島窯（有田焼）、1680年 - 1720年
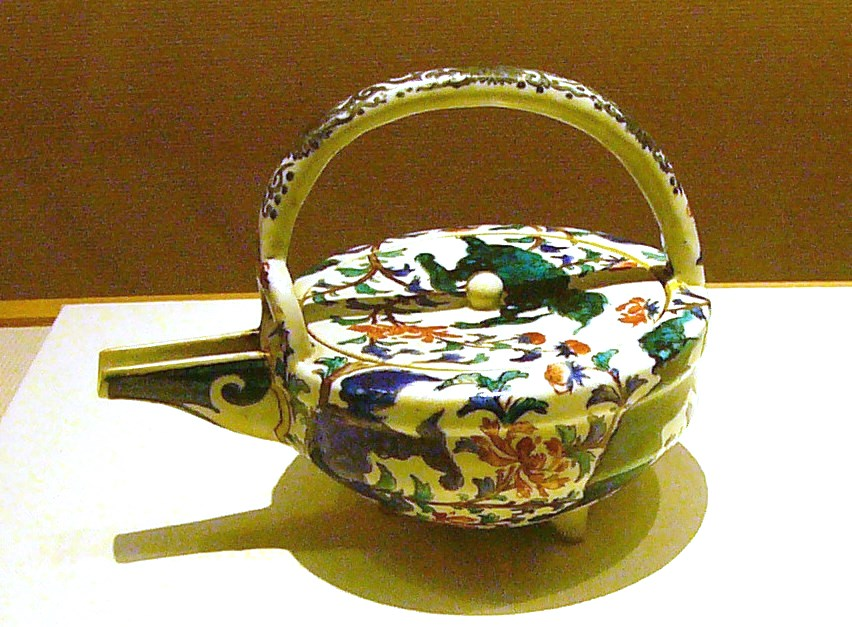
九谷焼（古九谷獅子牡丹文銚子）、17世紀後半
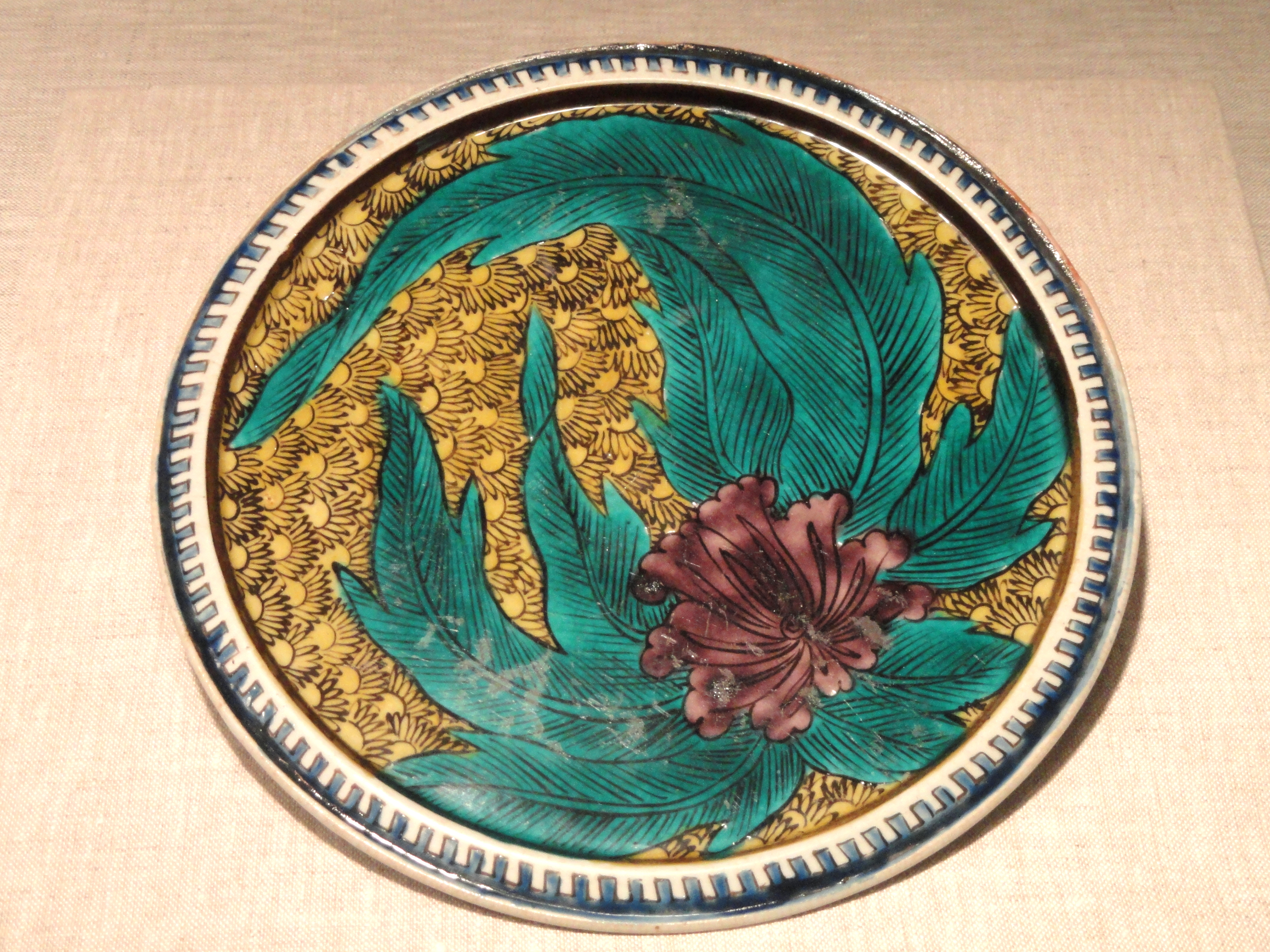
古九谷の皿、17世紀後半
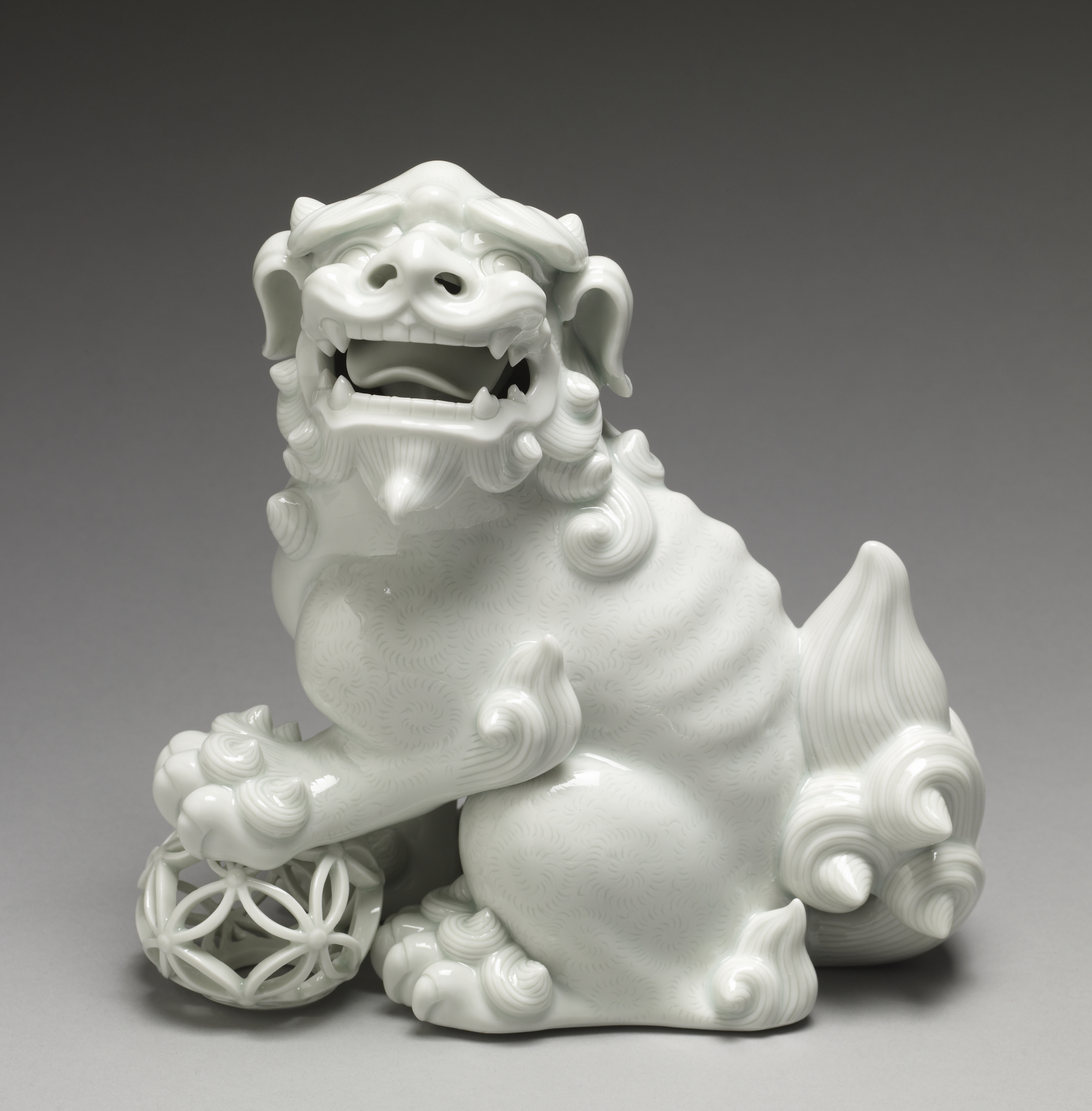
平戸焼、19世紀
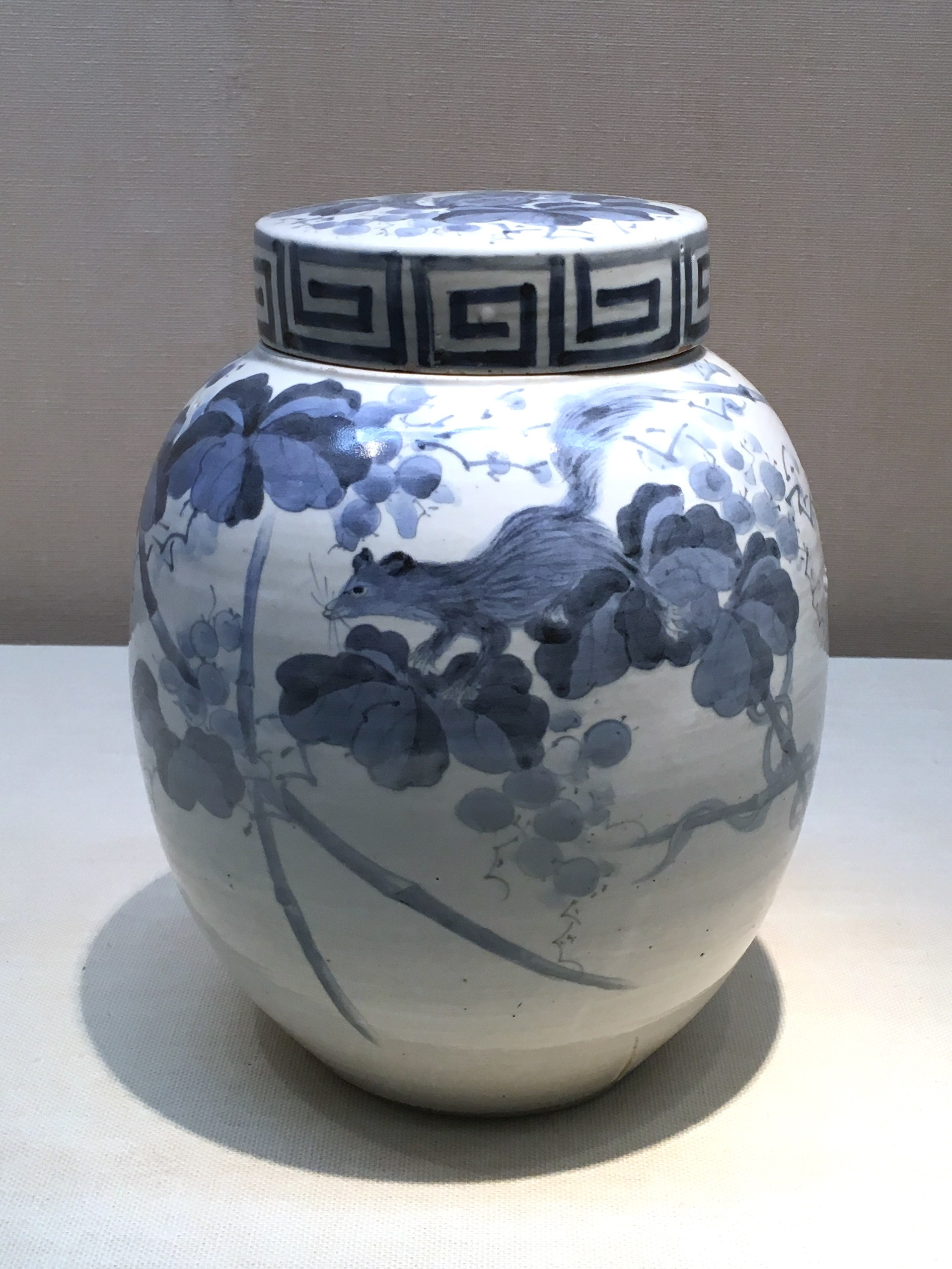
砥部焼、19世紀
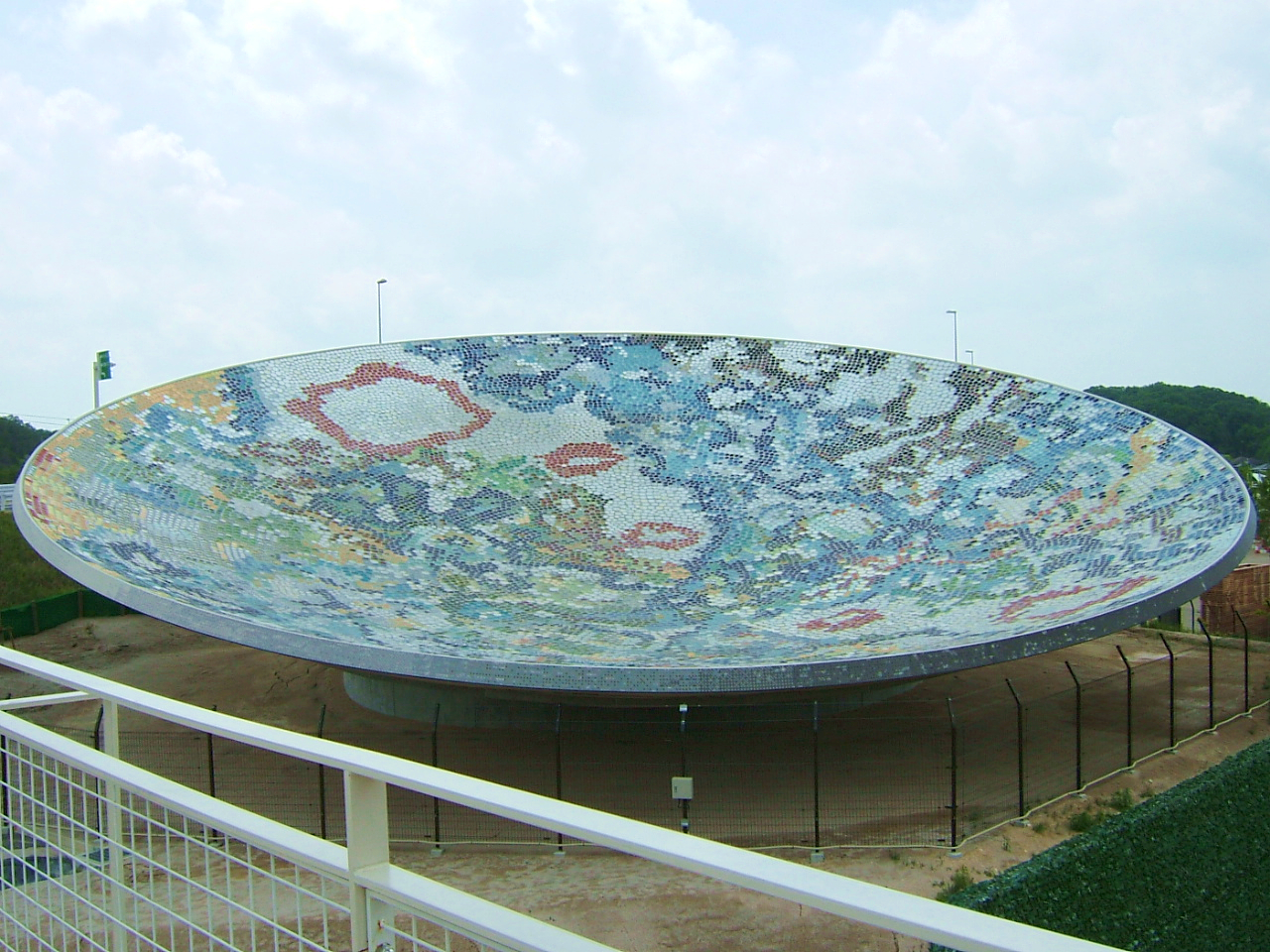
愛知万博瀬戸会場の巨大瀬戸焼「天水皿」
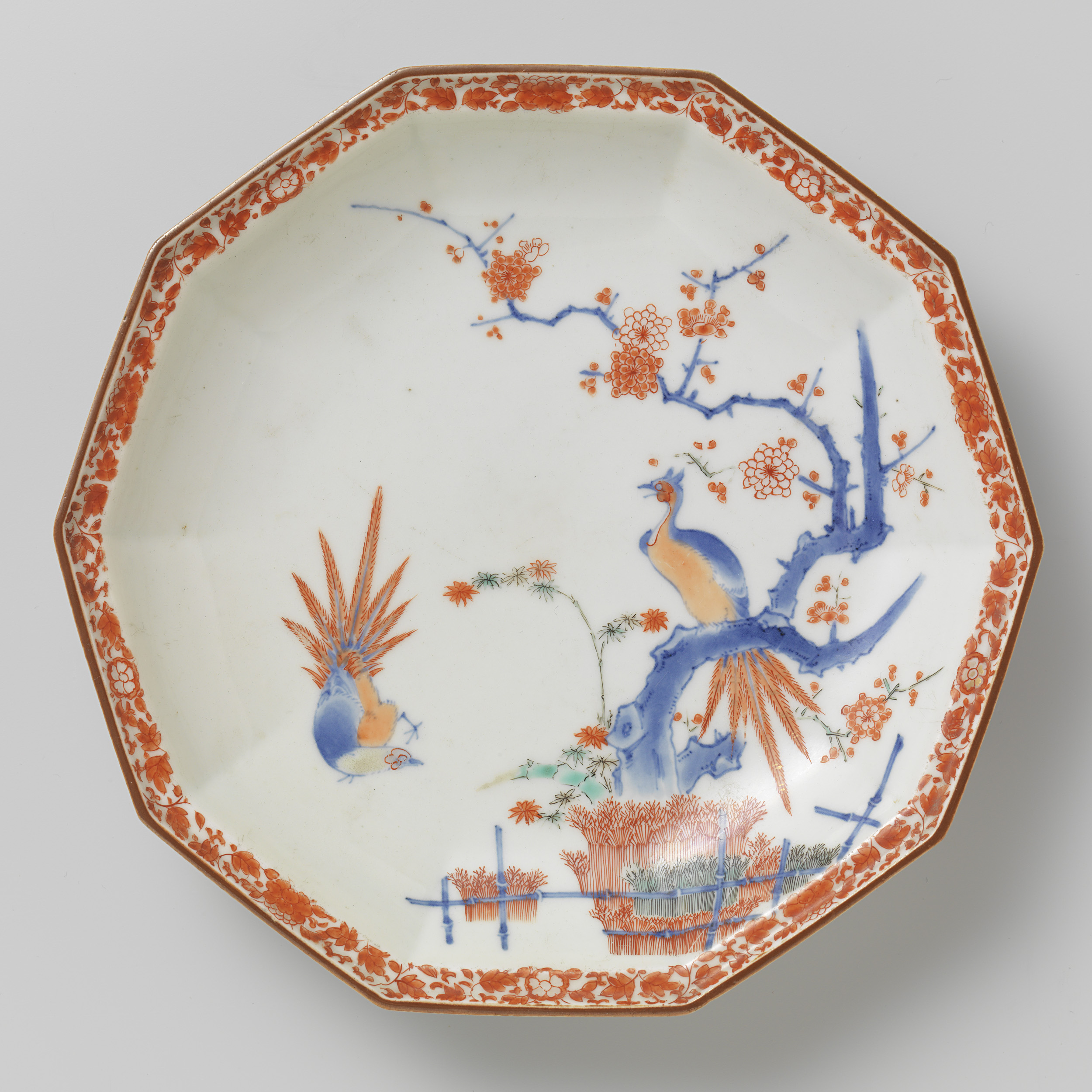
有田焼・柿右衛門の皿。1680年-1700年頃。アムステルダム国立美術館（オランダ）所蔵
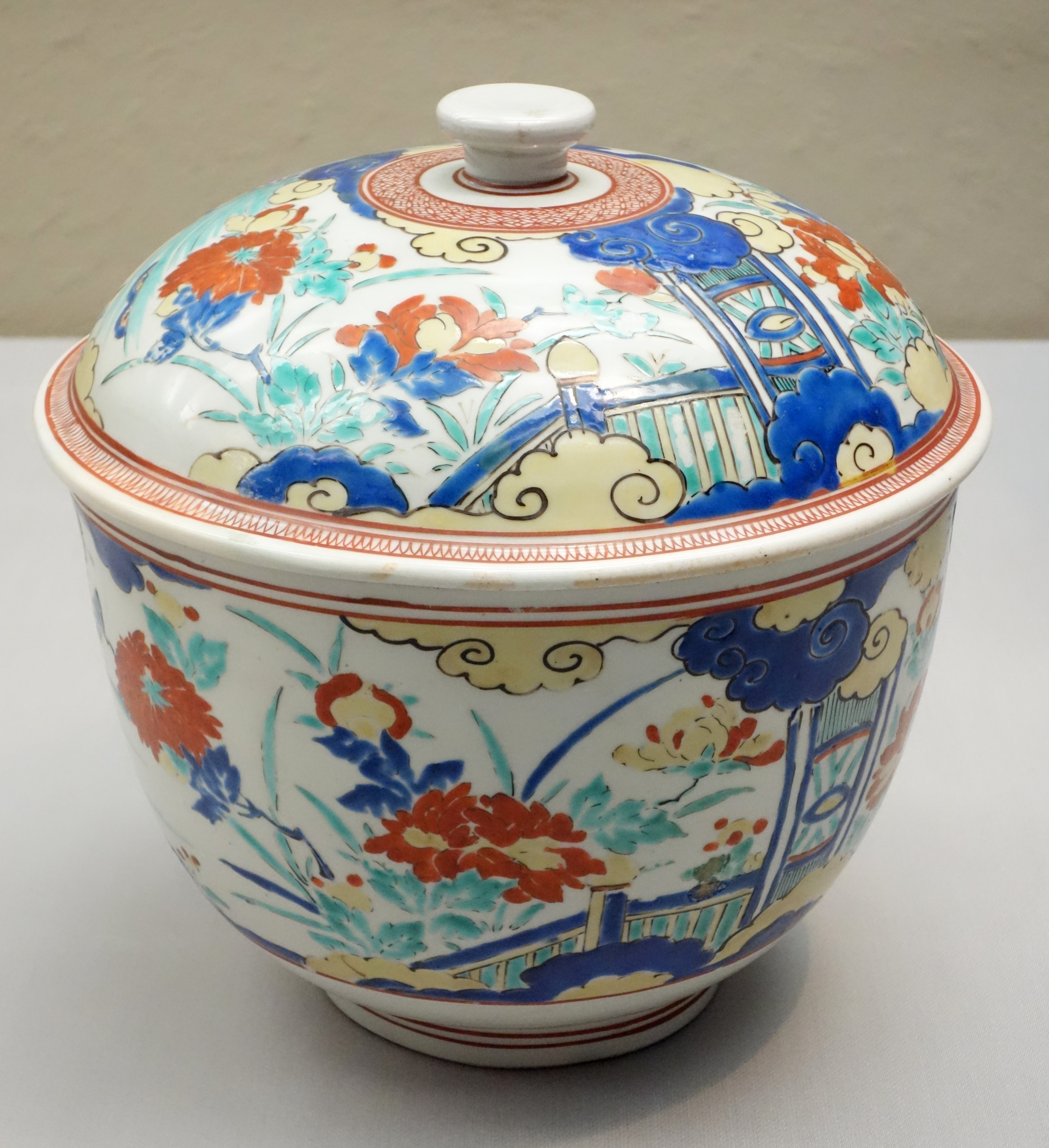
色絵牡丹文蓋物（柿右衛門様式）17世紀 東京国立博物館蔵
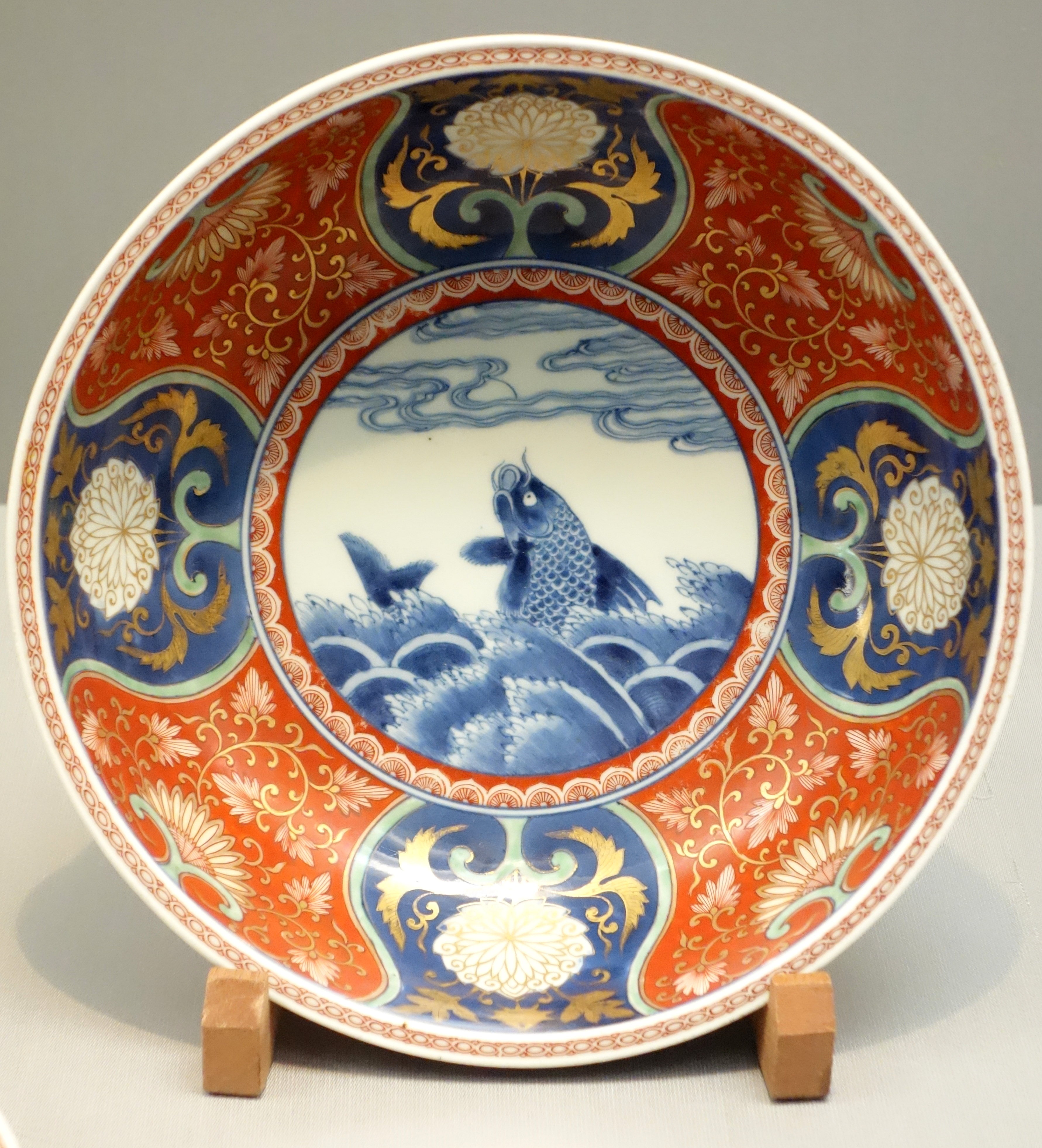
色絵荒磯文鉢 17 - 18世紀 東京国立博物館蔵
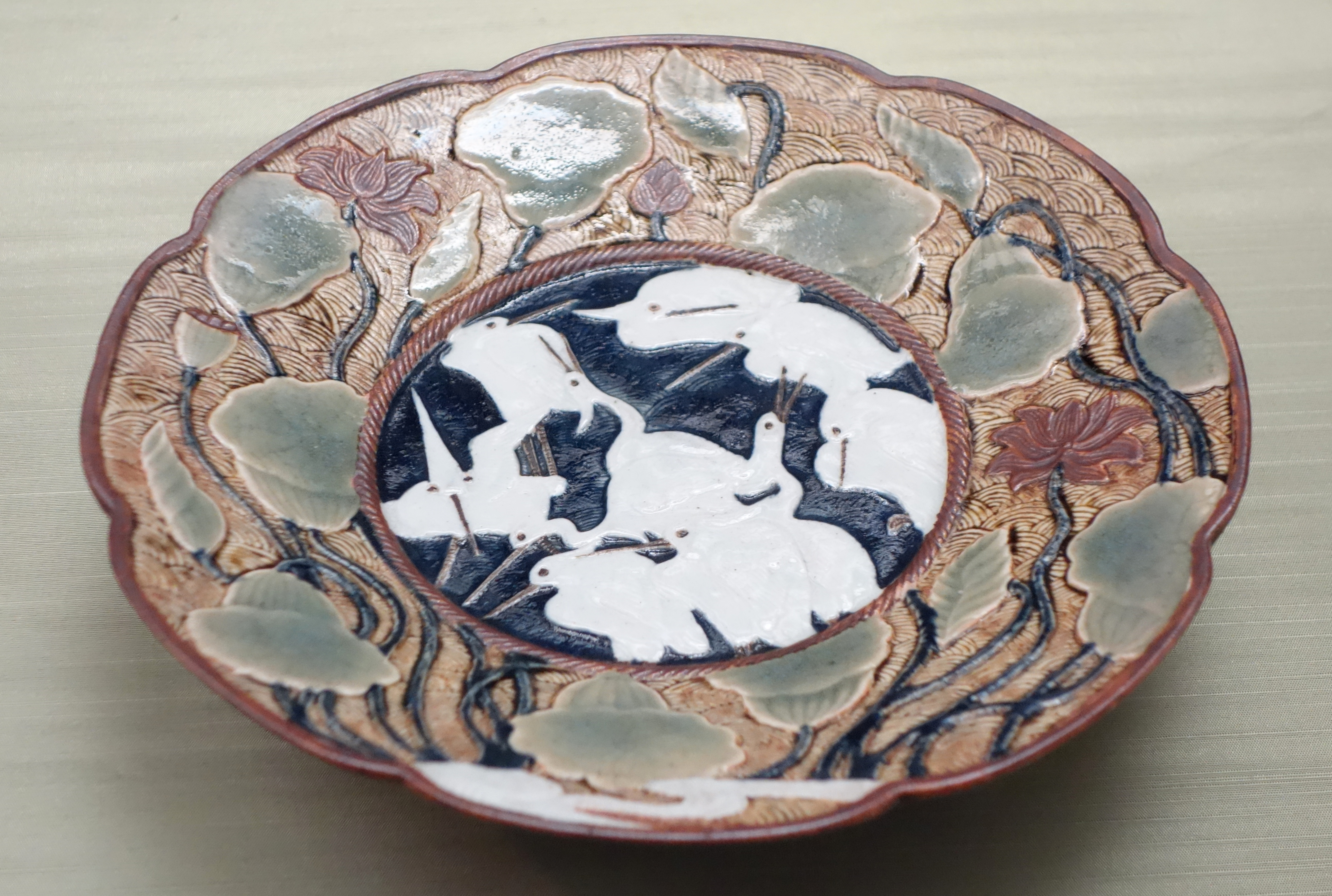
青磁瑠璃釉蓮鷺文三足皿 東京国立博物館
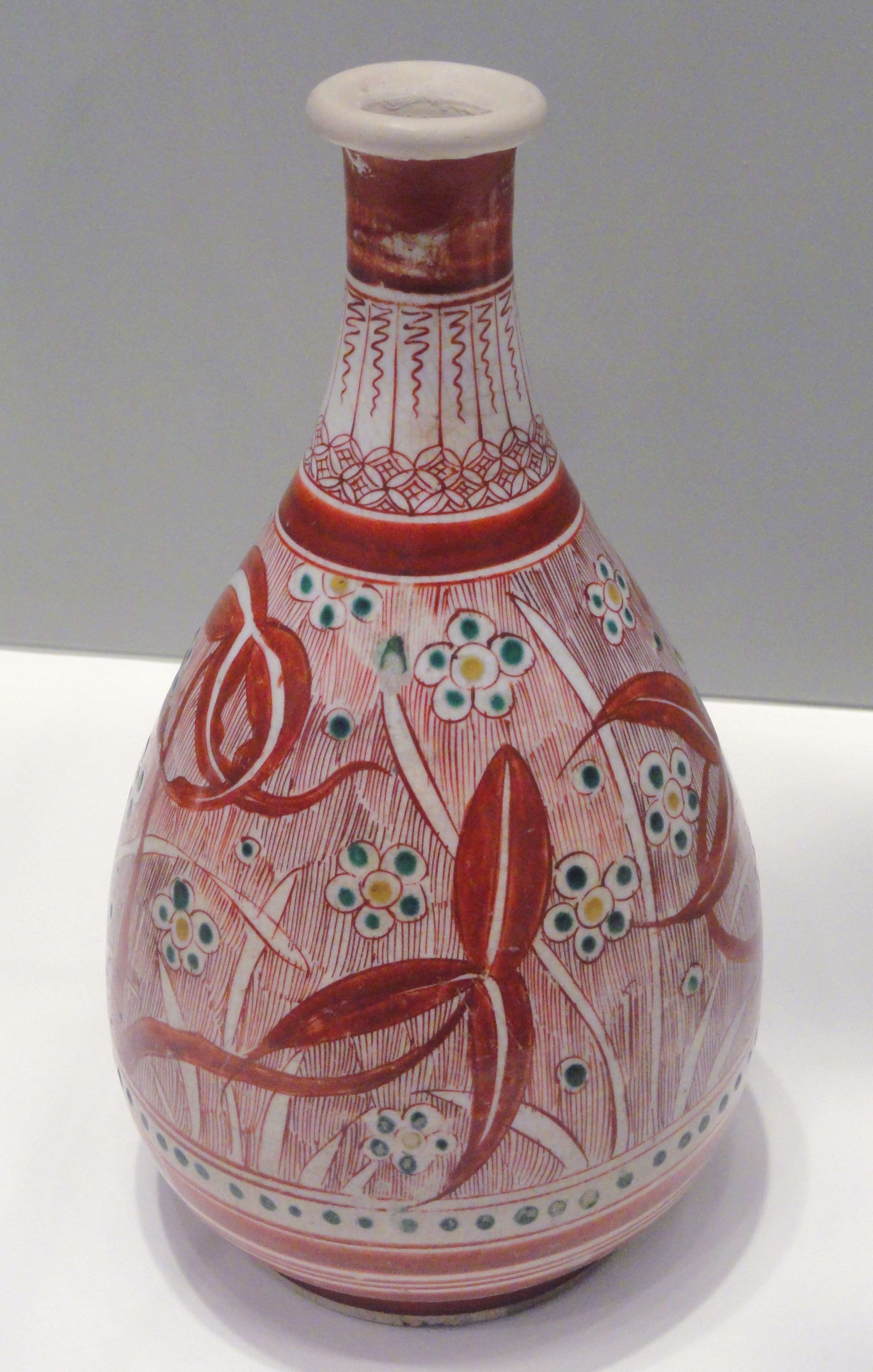
色絵梅花沢潟文徳利 17世紀半ば

### ヨーロッパ
中国からヨーロッパに磁器の製法が伝わったのは、16世紀のイタリア・フィレンツェと言われ、中国の軟質磁器の複製品の試みがメディチ家のブランドとして成功を収めて広がったとされる。17世紀から18世紀にかけて中国の磁器は、交易品として大きな位置を占めていたと言われている。ヨーロッパでは磁器を軟質磁器と硬質磁器に分けることが多く、初期のセーブル磁器のように磁土にカオリンを含まず、焼成度の低いものは軟質磁器と呼ばれている。白地に青の中国磁器を模倣する試みは、イタリアのマヨリカ焼きやオランダのデルフト陶器に見られたが、これらはあくまでも陶器であり、磁器の製造には至らなかった。現在もそれらは伝統の製法を守り、陶器としての製造を続けている。
硬質磁器 (真正磁器) は、1708年にドイツのベットガーがドレスデンで磁土を発見したことを端緒としている。これにより、マイセンが生産地として発展を遂げた。マイセンの技術は厳重に秘密裏とされたが、フランス王家による技師の招聘によってフランスにも伝わり、ポンパドゥール夫人の保護のもとパリからヴェルサイユ方面へ向かう近郊のセーヴルでセーヴル焼として磁器製造が発展した。現在はセーヴル市としてパリ市に隣接し、国立陶芸美術館がある。
セーブルのほか、フランスではサンクルー、シャンティイー、オーストリアのウィーン、イタリアのヴェネツィア、ドイツのヘフストやニンフェンブルクなどでも磁器の焼成に成功し、18世紀中葉にはヨーロッパ各地で制作が広がった。フランス革命後は、リモージュに磁器技術が伝わり、現在もフランスの陶磁産業を代表するリモージュ焼がある。リモージュにもアドリアン・デュブーシェ国立博物館という磁器がメインの博物館がある。
ロシア帝国にマイセンの技術を導入したサンクトペテルブルクの「ロモノソフ磁器工場」では、ソ連時代・現代も通して独特な磁器を制作してきた。
画像

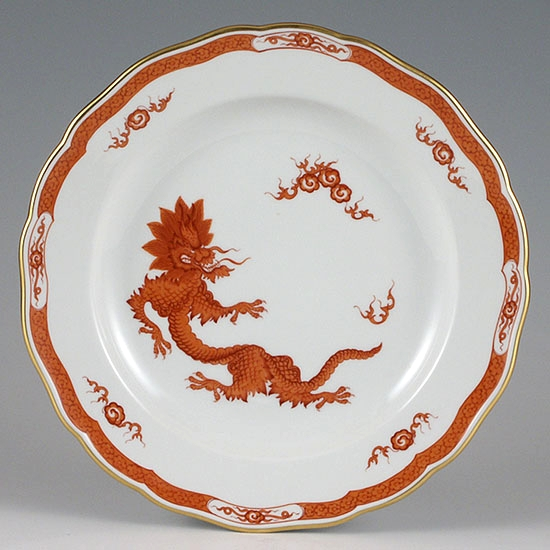
初期のマイセン磁器（明の龍の図柄を模写している）
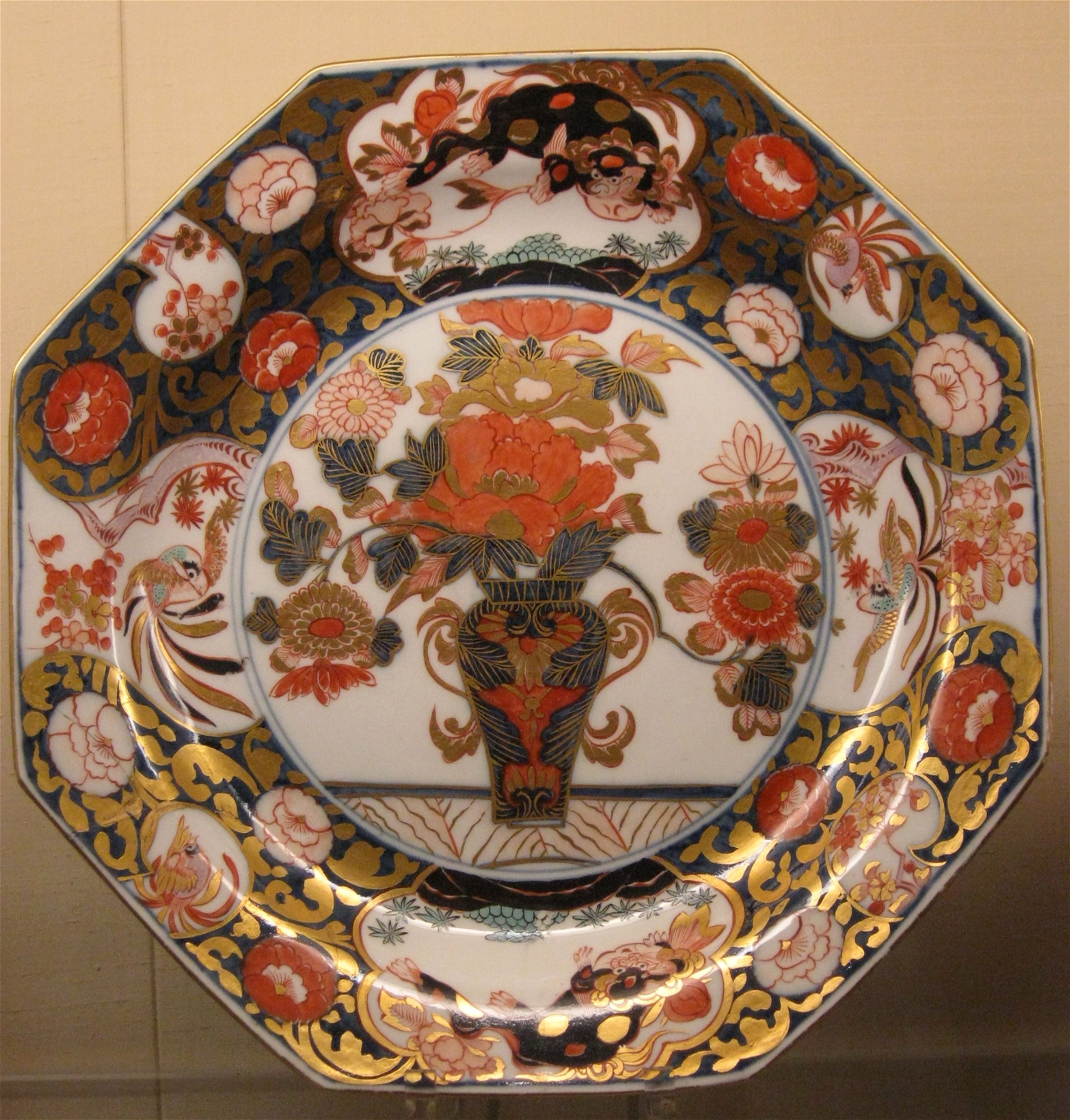
マイセン窯、1740年（伊万里の影響）
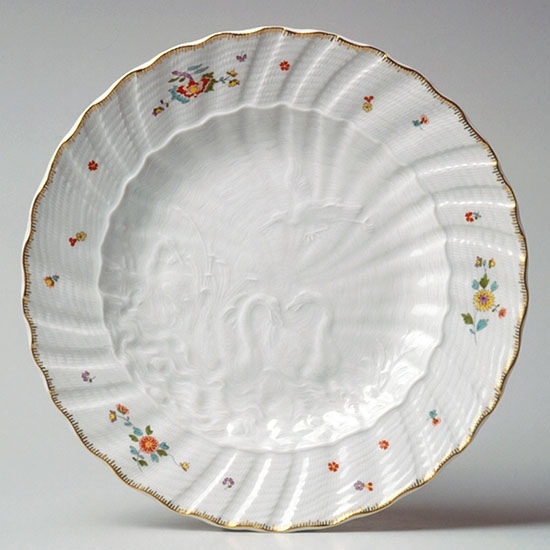
マイセン窯、1737年 -1742年
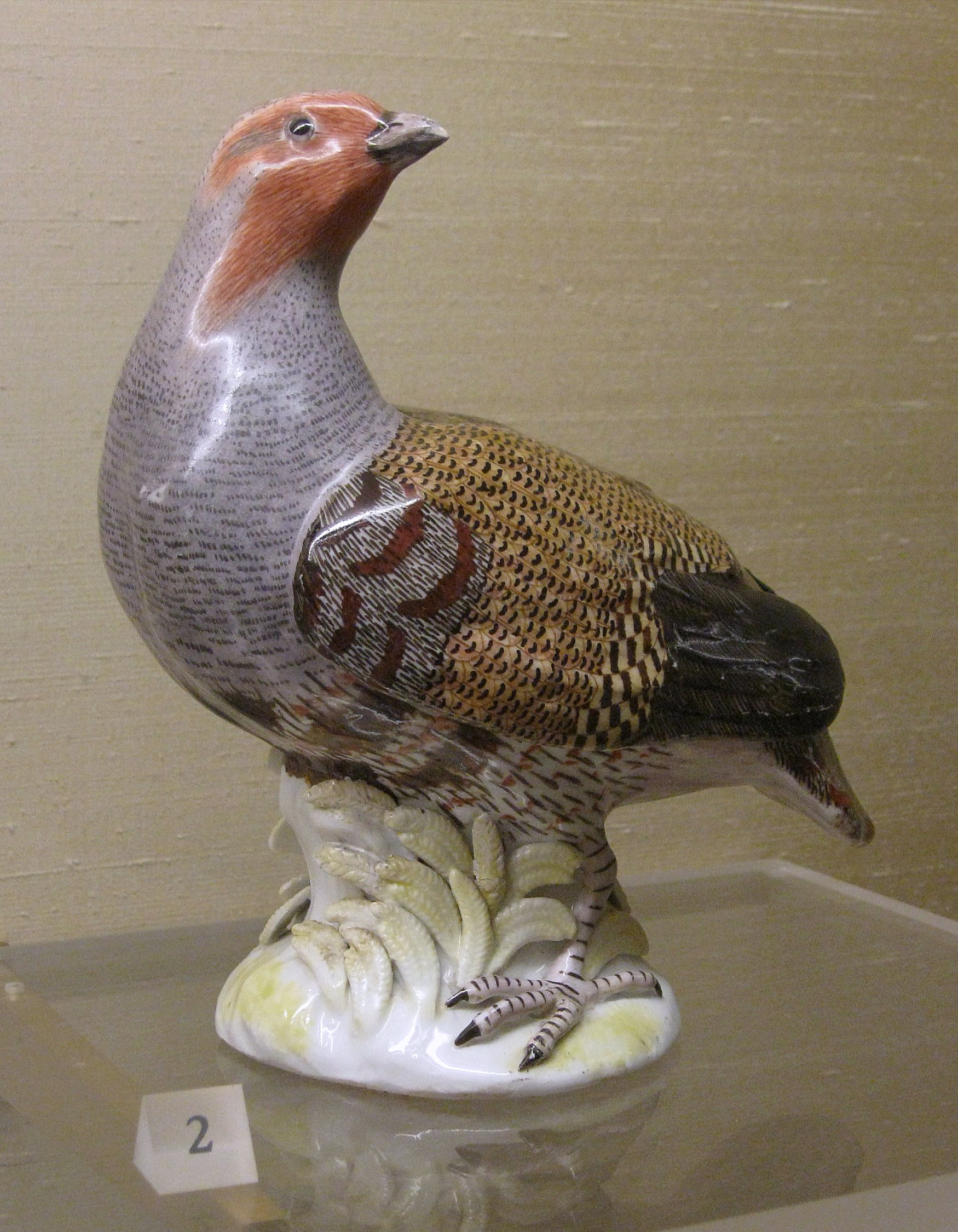
マイセン窯、1741年
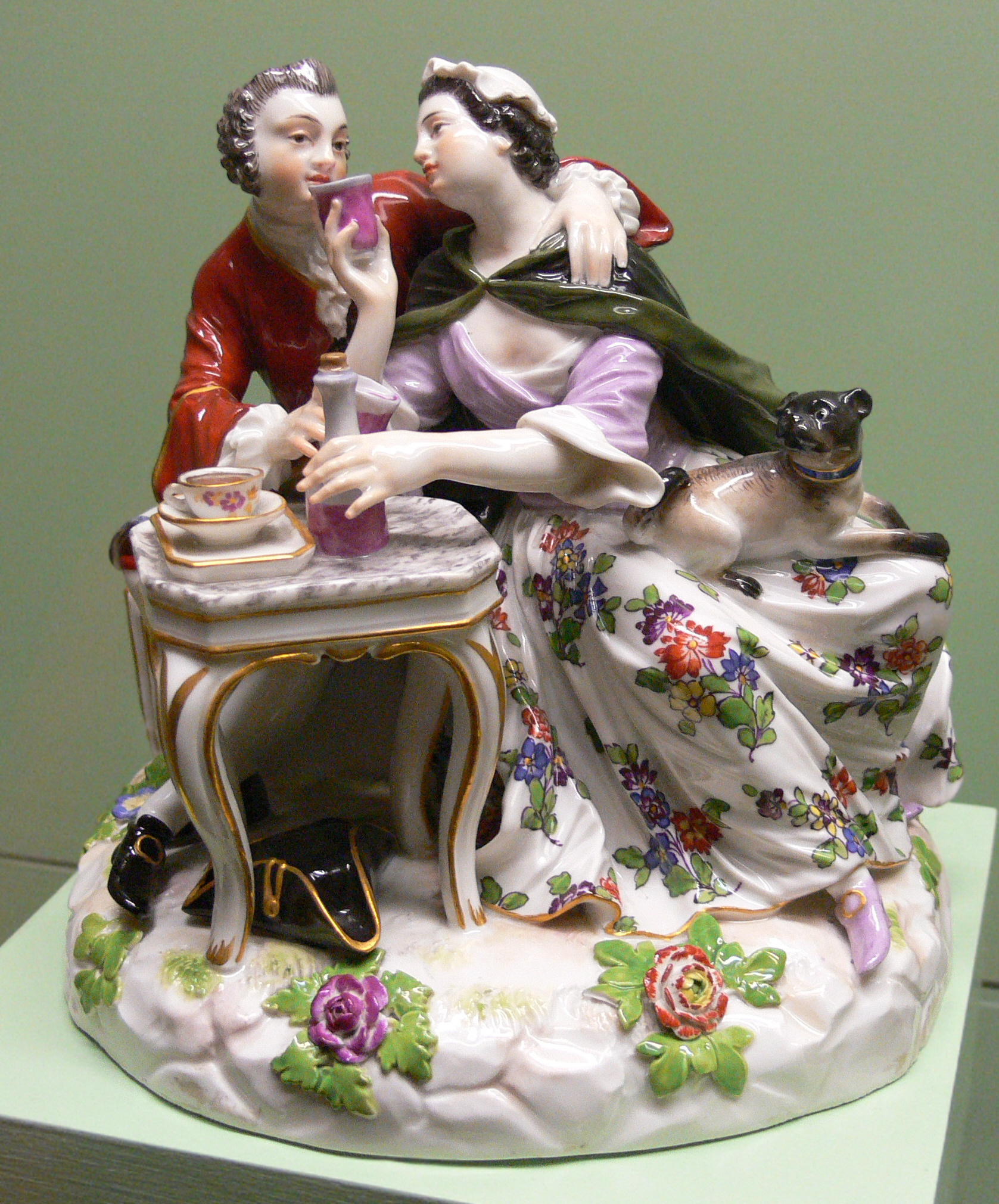
マイセン窯、1744年
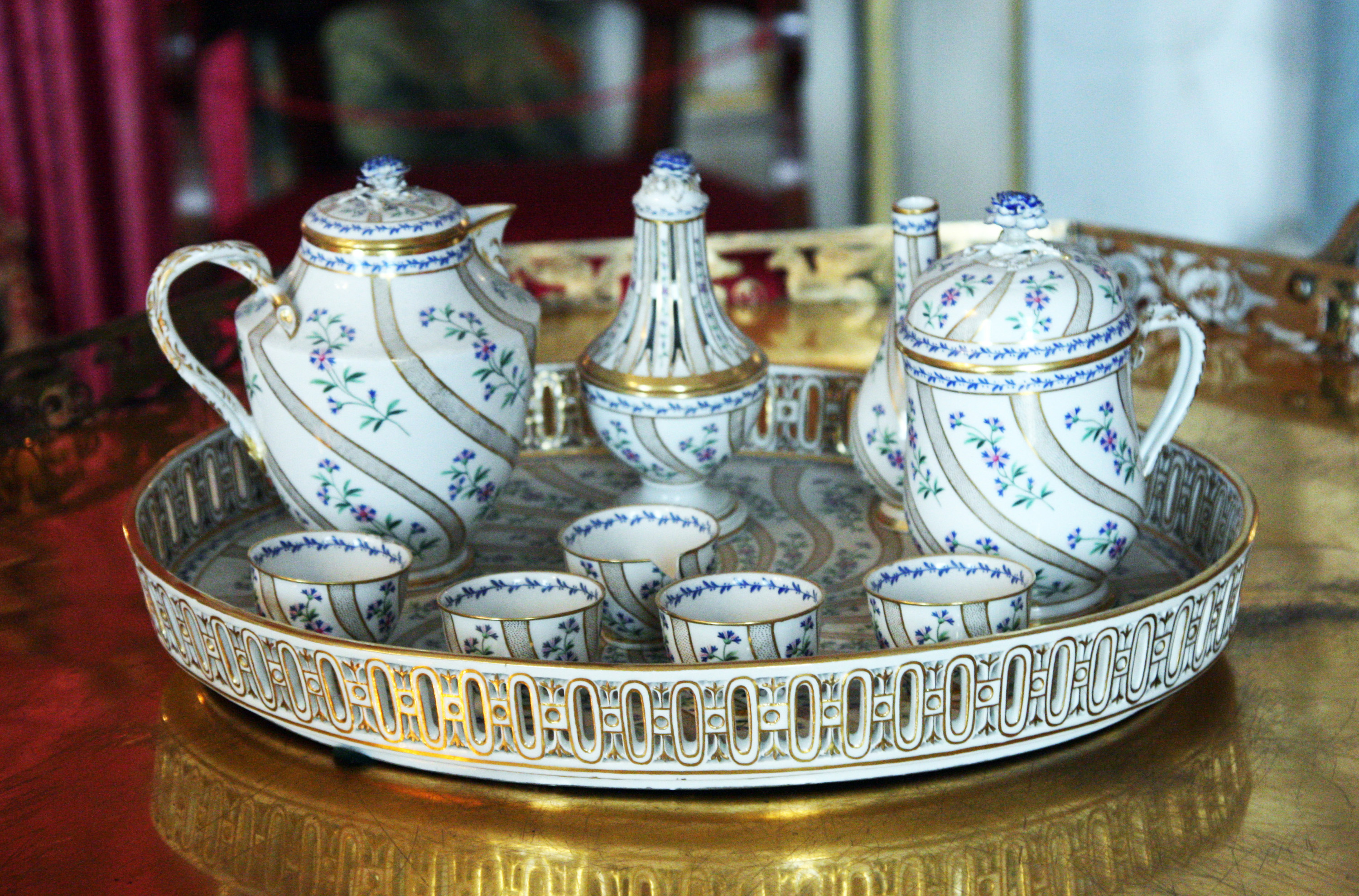
マイセン窯、1810年代
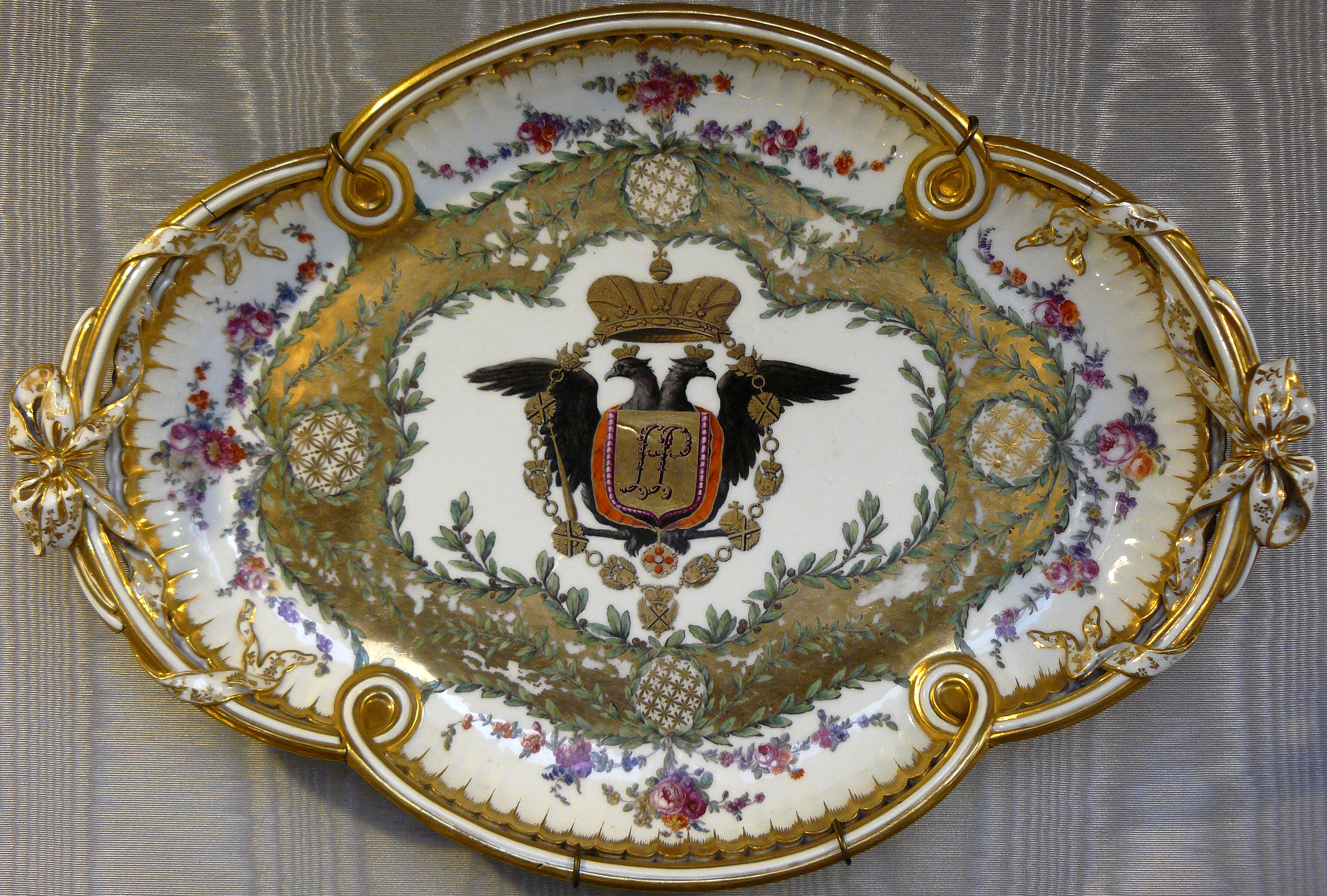
セーヴル窯、1773年（ロシア帝室のために制作）
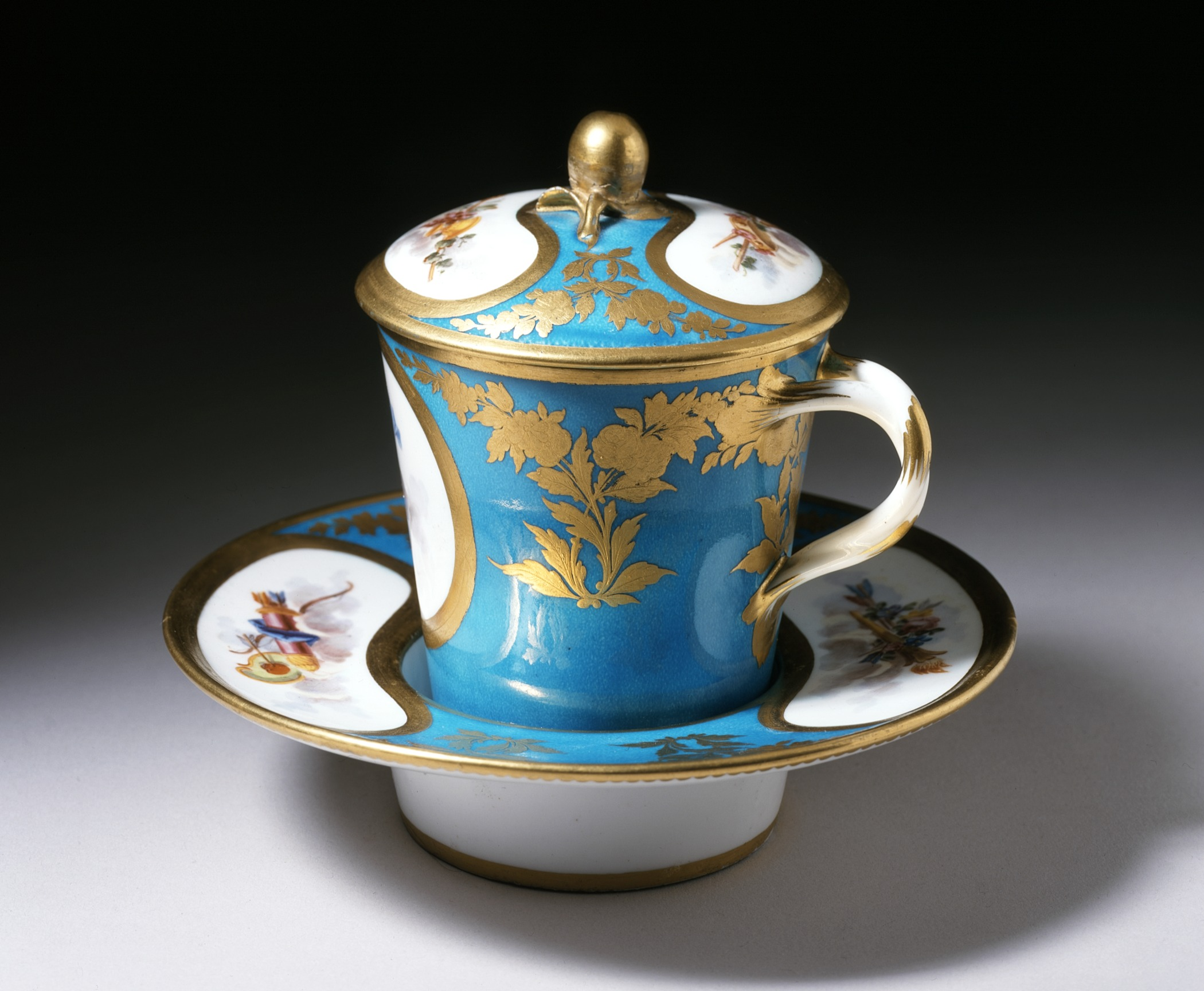
セーヴル窯、1776年
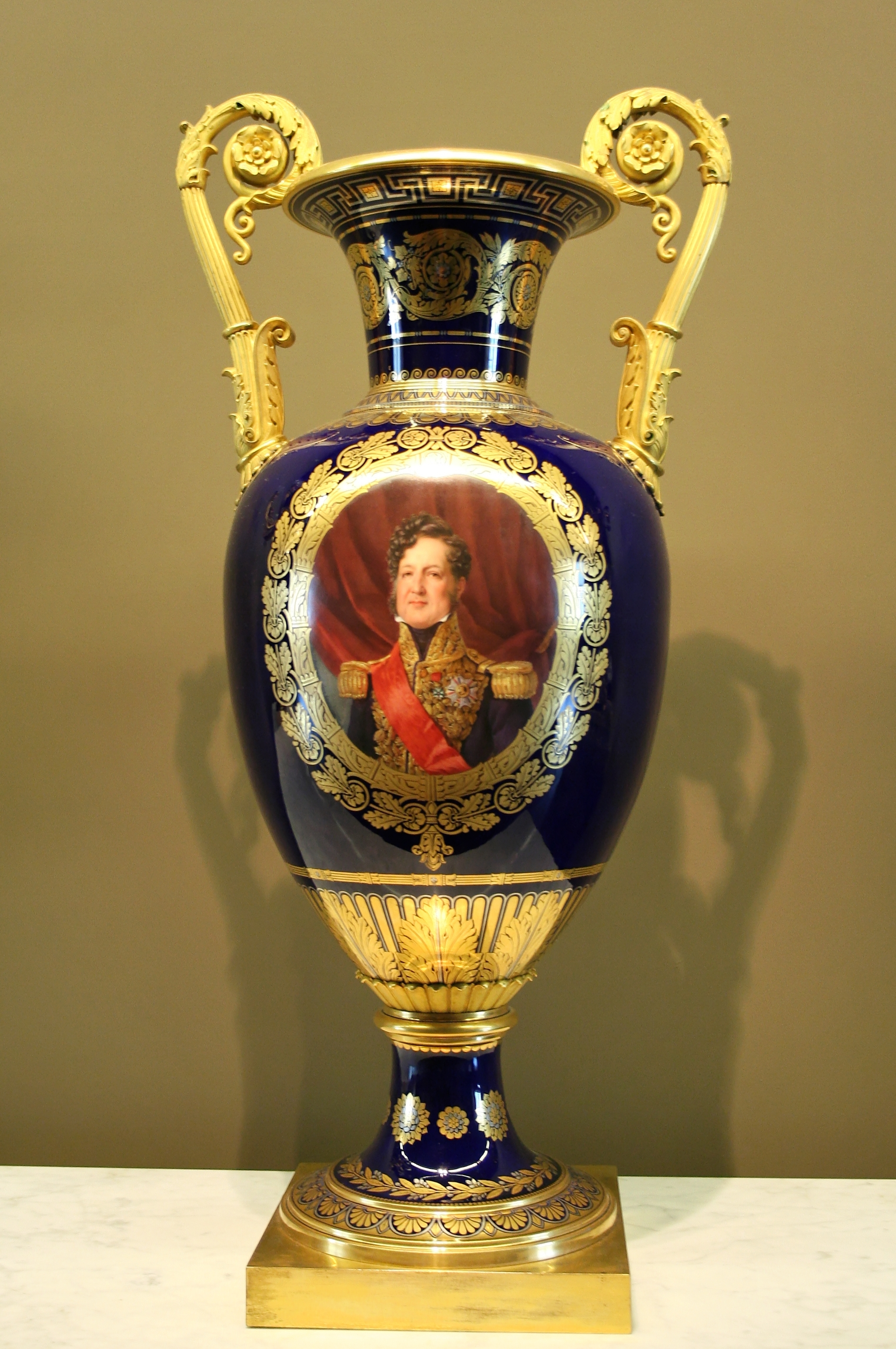
セーヴル窯、1837年（フランス王ルイ・フィリップ の肖像が描かれた水差し）
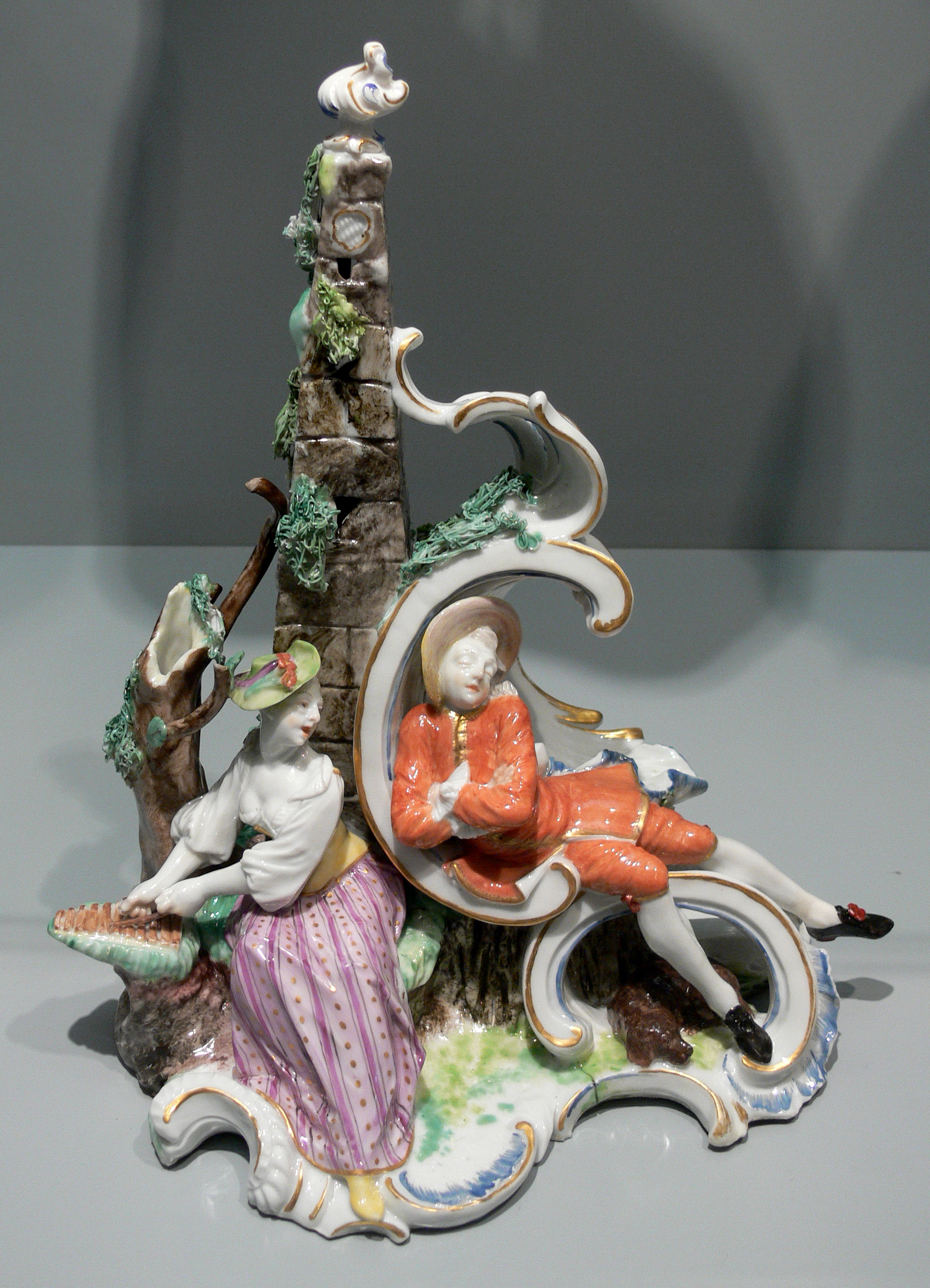
ニンフェンブルク窯、1756年
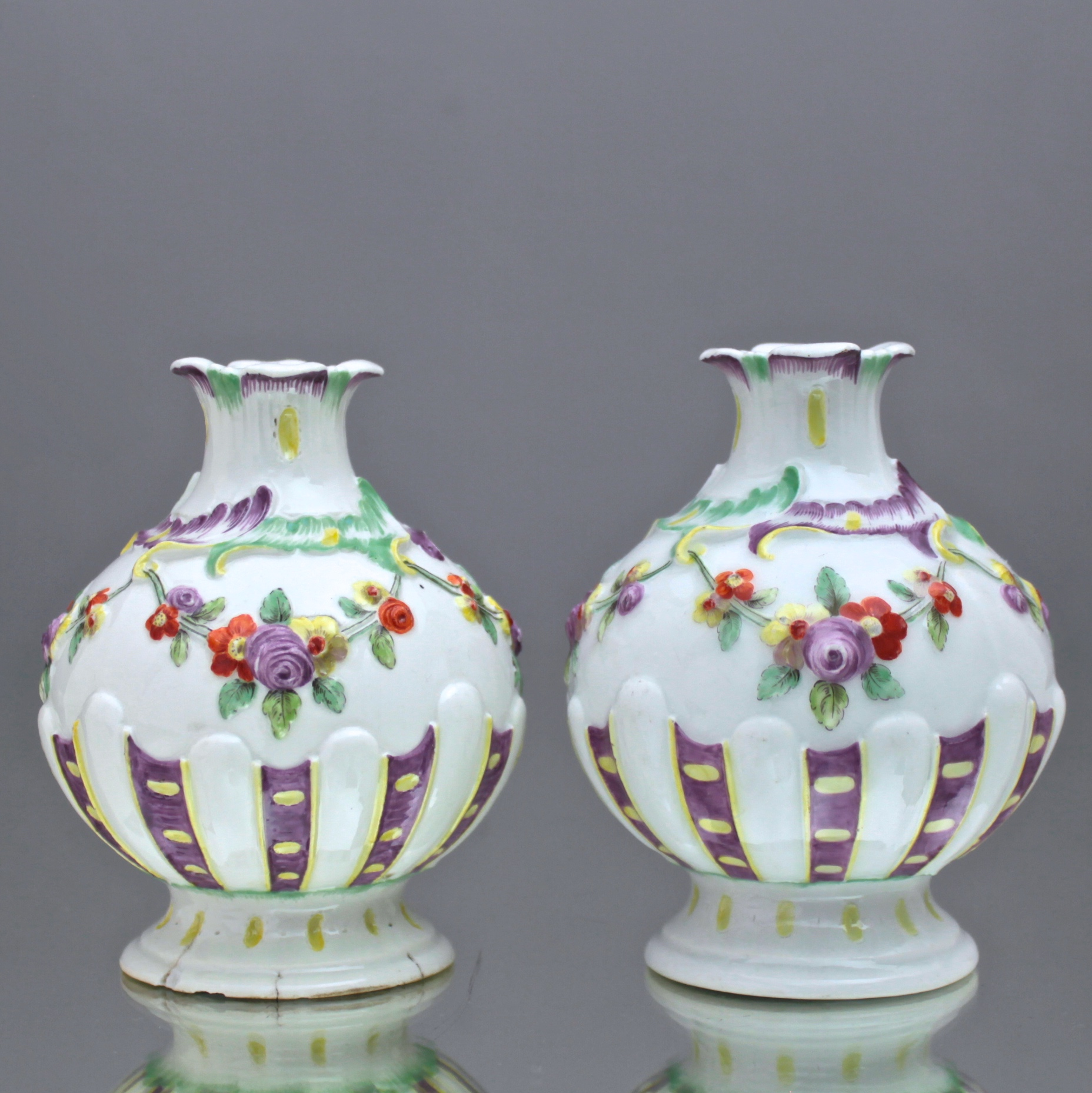
ニンフェンブルク窯、1760年
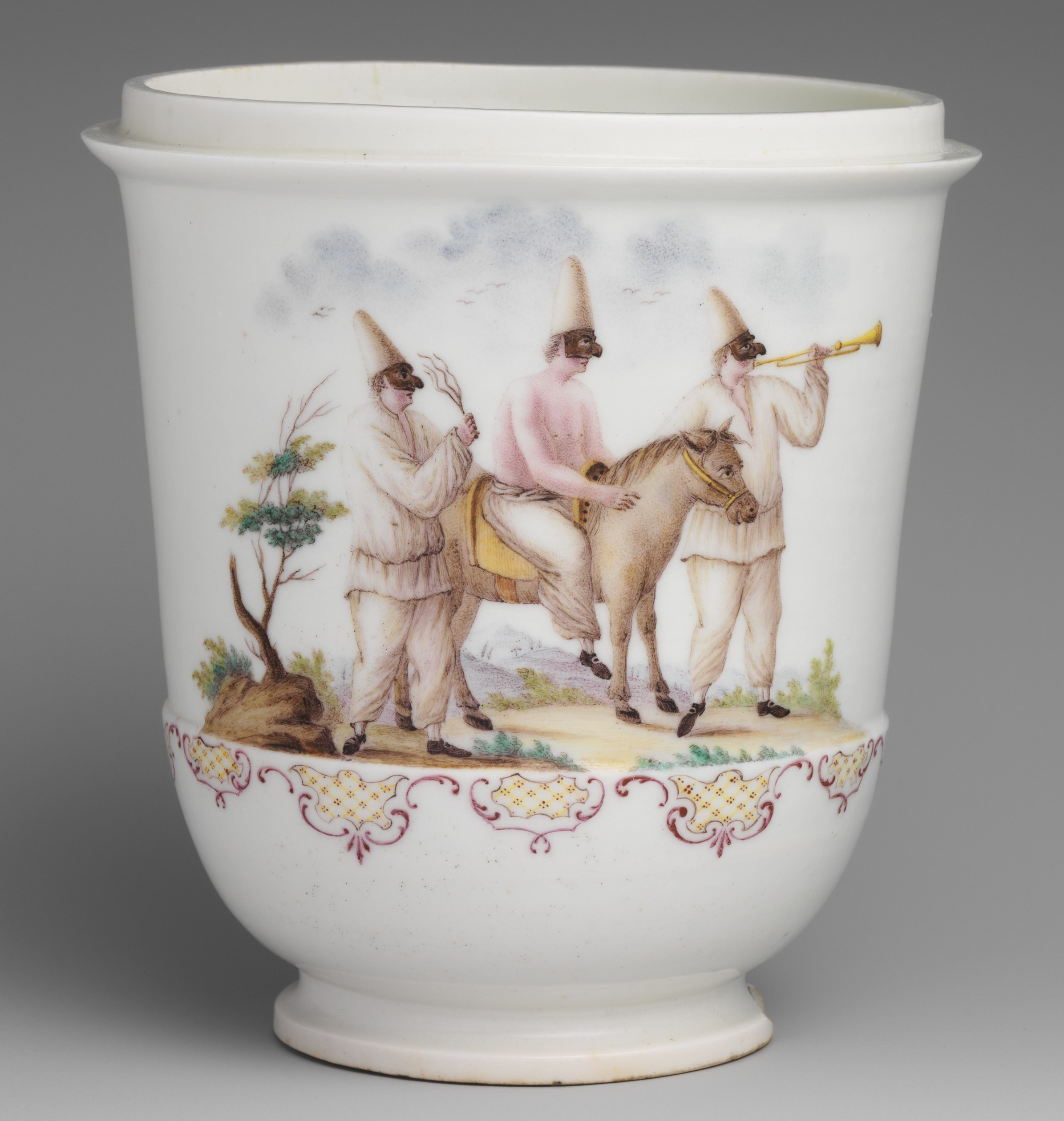
カポディモンテ窯（英語版）（イタリア・ナポリ）、1745年 - 1750年
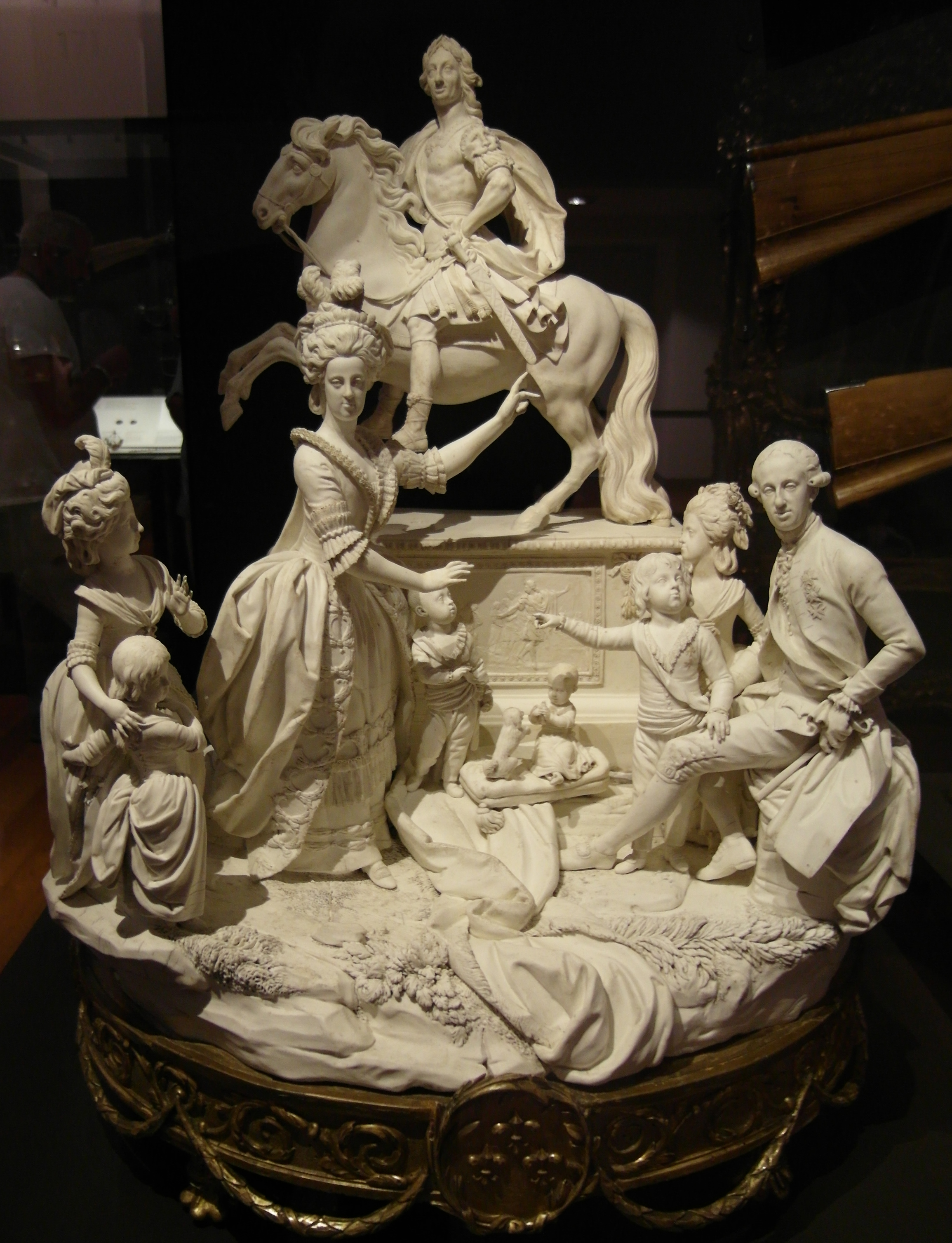
カポディモンティ窯、 1784年
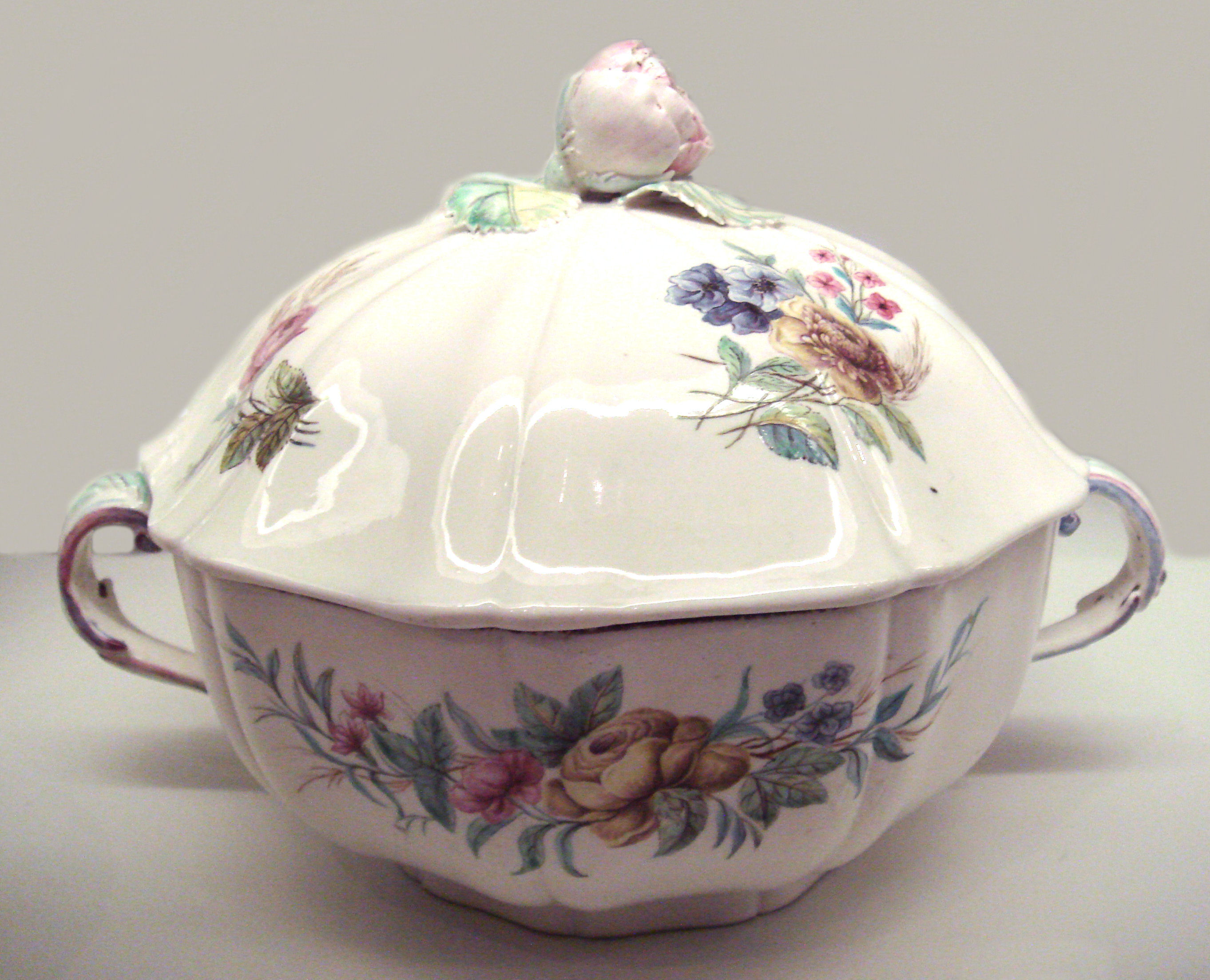
シャンティイー窯、1750年 - 1760年
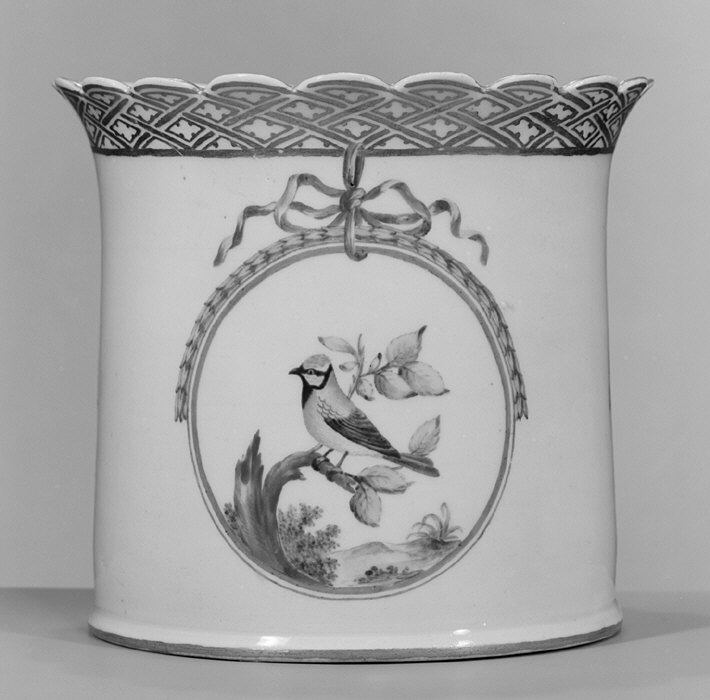
ロモノソフ窯、1760年頃
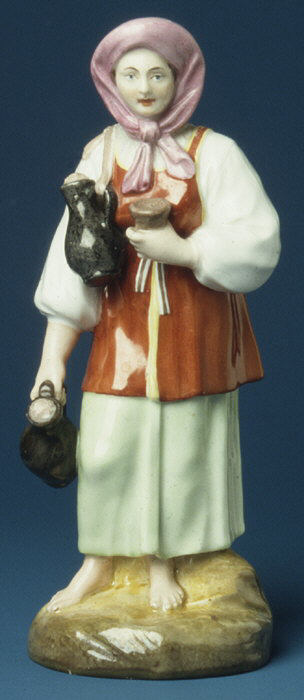
ロモノソフ窯、1780年 - 1800年
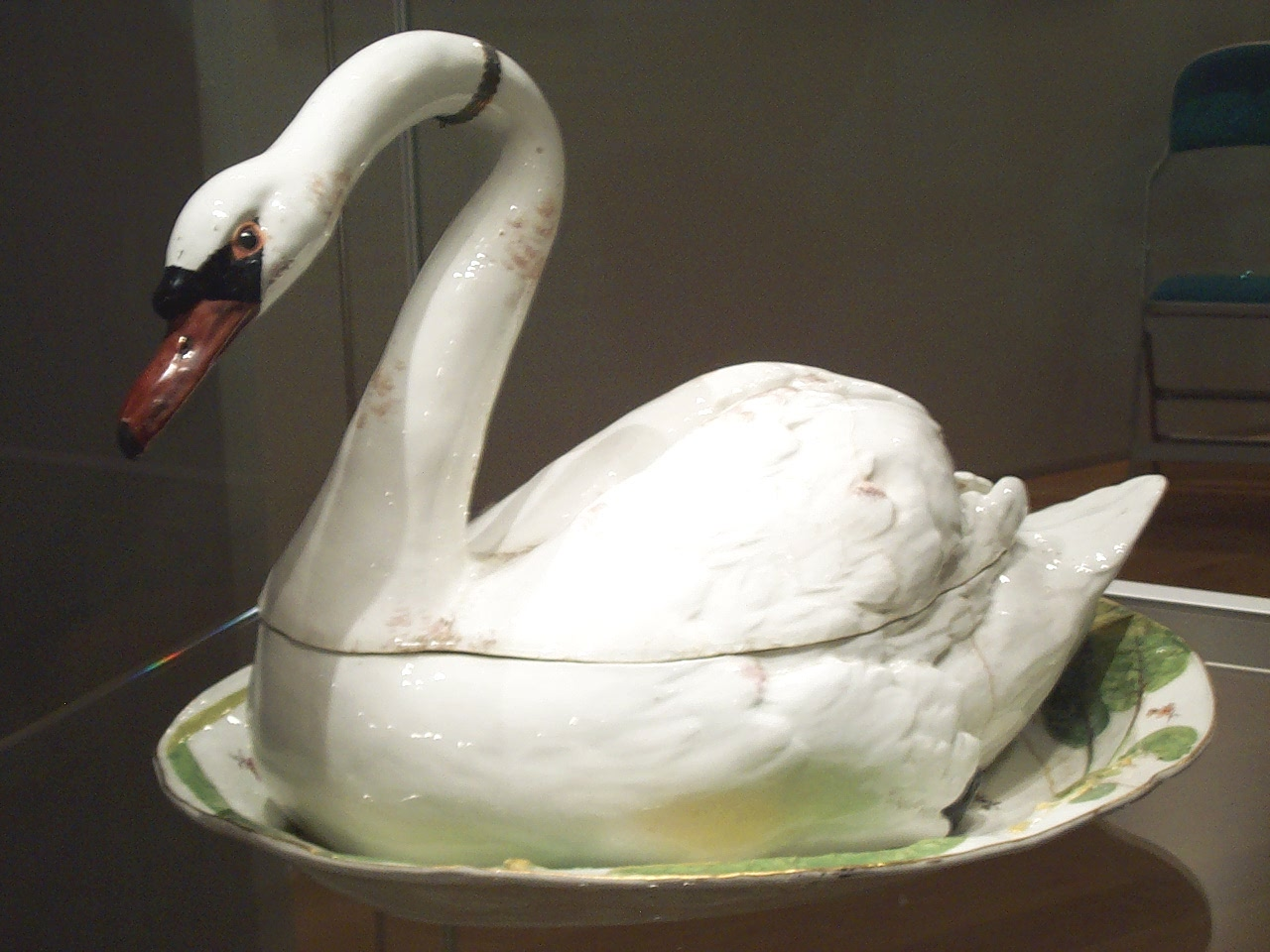
軟質磁器 白鳥 1752-6, イギリス
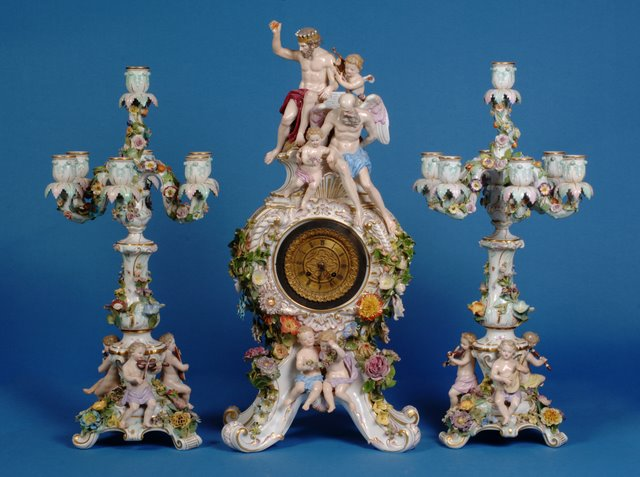
マイセン 19世紀 キャンドルライトと置時計